# Abruzos
Los Abruzos, o el Abruzo (en italiano: Abruzzi o Abruzzo), es una de las veinte regiones que conforman la República Italiana. La ciudad más poblada es Pescara, seguida por L'Aquila y Téramo. Está ubicada en Italia meridional, limitando al norte con Marcas, al este con el mar Adriático, al sur con Molise y al oeste con Lacio. Es una región montañosa en su parte occidental con el macizo del Gran Sasso d'Italia. Aunque geográficamente se encuentre en la Italia central, es culturalmente y económicamente considerado como parte del sur de Italia, siendo los Abruzos el territorio más septentrional del antiguo reino de las Dos Sicilias.
Abruzos ha sido llamada "Región verde de Europa" debido a sus tres parques nacionales, su parque Regional y sus treinta y ocho áreas protegidas que representan el 33% de su superficie (el porcentaje más alto de áreas protegidas de Europa). El territorio además garantiza la supervivencia del 75% de todas las especies animales europeas. La región es de hecho el hogar de algunas especies raras, tales como el chorlito carambolo zancudo, el águila real, el rebeco de los Apeninos, el lobo itálico y el oso pardo de los Apeninos. En Abruzos también se encuentra el Calderone, el glaciar más meridional de Europa.
Cuando el periodista y diplomático Primo Levi visitó los Abruzos definió la región como “forte e gentile” (fuerte y gentil) que, como él dijo, describía de mejor manera la belleza de esa región y el ánimo de sus habitantes. Esa cita se ha vuelto desde entonces el lema de la región y de sus ciudadanos.

## Etimología
La palabra italiana Abruzzo según la hipótesis más acreditada propuesta por vez primera por el humanista histórico Flavio Biondo en su publicación L'Italia Illustrata derivaría de Aprutium como evolución popular de (ad) Praetutium, esto es, la tierra de los pretuzos (Praetutii), una antigua población itálica que vivía en la zona de lo que hoy es Teramo, la Interamnaes de tiempos romanos. Otra etimología es de la palabra latina "aper" (jabalí) de manera que Aprutium era la "tierra de los jabalíes" o de "abruptum" (abrupto, inclinado). Una etimología más reciente es la de la expresión latina "a Bruttiis" (de los Bruttii) refiriéndose a la tierra que empezó siendo de los pueblos bruzos, que luego se trasladaron hacia el sur para ocupar Calabria.

## Geografía física

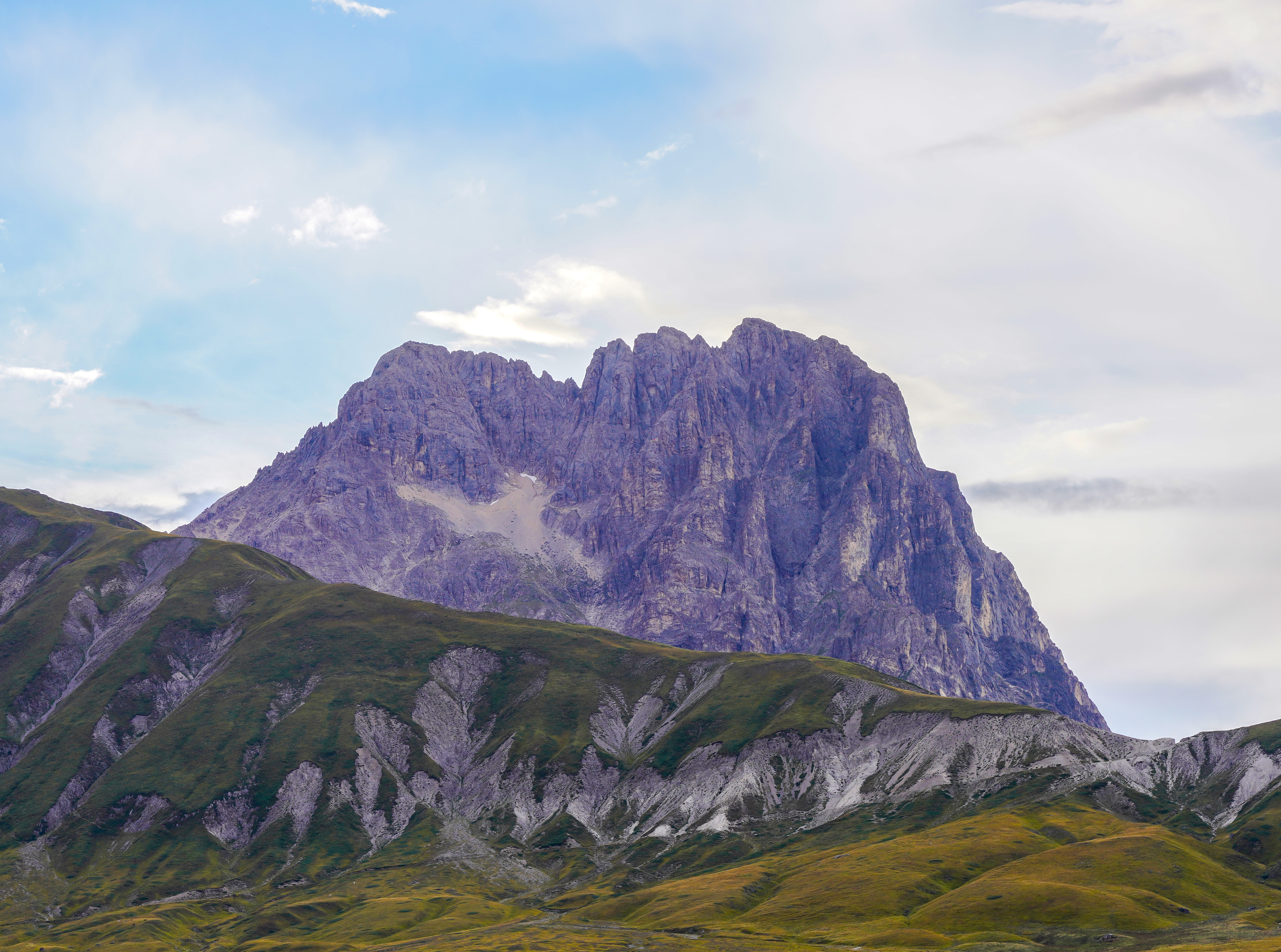
Corno Grande en el macizo del Gran Sasso, el pico más alto de los Apeninos

La región se encuentra en el centro de la península italiana, frente al mar Adriático, al que sigue a lo largo de 150 km de playas y acantilados. Con una superficie de 10 763 km², y rodeada por el este por el Adriático y en el oeste por los Apeninos, es una de las regiones más montañosas de Italia, constituida por un 64% de montañas y por el restante 36% de colinas. La llanura está reducida a la estrecha faja costera. La región presenta las más altas cumbres de los Apeninos, en los montes Abruzos (Appennino Abruzzese) con el Gran Sasso d'Italia con 2914 m y el macizo de la Majella de 2791 m.
Los ríos, aunque numerosos, no tienen particular longitud ni abundancia de agua, siendo todos estacionales excepto el mayor, el Pescara y el Sangro. Ambos superan los 100 km de longitud. El río Aterno-Pescara es el más importante con sus 145 km de longitud y 3188 km² de cuenca, tiene un caudal regular. Nace cerca de Aringo, desciende hacia Pizzoli y recibe por la derecha las aguas del torrente Roio, por la izquierda las del torrente Raiale. Desciende sin afluentes superficiales hasta Molina Aterno donde tiene un caudal medio aún limitado. Tallando el relieve con la garganta de San Venanzio desemboca cerca de Raiano después de haber recibido las aguas del río Sagittario por la derecha y las del manantial de Cabo Pescara. El segundo río de los Abruzos es el Sangro (con una longitud de 117 km y cuenca de 1515 km²). El río Sangro nace de las surgencias La Penna a 1370 m s. n. m. bajo el Passo del Diavolo recibe por la derecha al río Fondillo. En la desembocadura forma el lago artificial de Barrea de la que sale atravesando la garganta la Foce. Las aguas más abundantes le provienen del torrente Fittola y del río Aventino. El río recorre hasta el mar Adriático con un ampio lecho.
En el extremo del Subapenino Aprutino recorre el río Vomano (de 75 km. cuenca 764 km.) que nace bajo el paso delle Capannelle dal Monte San Franco, y es pronto alimentado sobre la derecha por las aguas del río Chiarino que desemboca en la cuenca artificial de Provvidenza. El río Vomano recibe por la izquierda el río Fucino y por la derecha el río Arno. Tras Montorio recibe las aguas del Mavone y recorre con escasa inclinación en un amplio valle aluvial hasta la Foce. Otros ríos son: el Salinello (44 km), el Vibrata (36 km), el Tronto, el Trigno, el Tordino (mide 60 km), y el alto curso del Liri (que tiene sólo 40 km en Abruzos) que desemboca en el mar Tirreno. Por lo que se refiere a los lagos, deben señalarse el lago de Campotosto en la Reserva estatal Lago de Campotosto que es el más grande lago artificial de Abruzos; el lago de Bomba y el lago de Scanno.

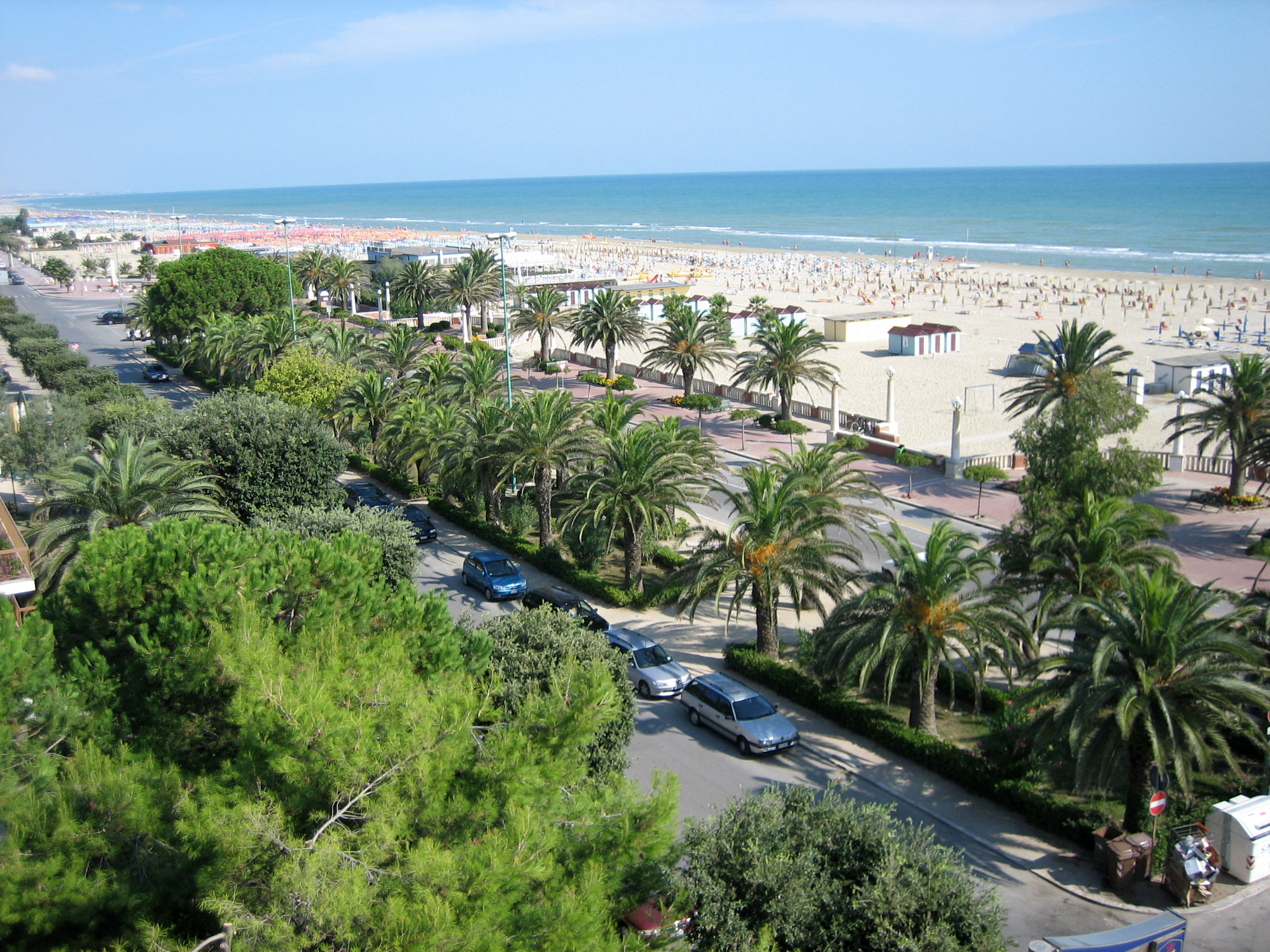
Playa de Giulianova

El clima está muy condicionado por la presencia del macizo montañoso Apenínico-Central, que divide claramente el clima de la franja costera y de las colinas sub-apeninnas de aquellas de las montañas del interior más elevadas: mientras las zonas costeras presentan un clima de tipo mediterráneo con veranos cálidos y secos e inviernos suaves y lluviosos la franja de colinas presenta características climáticas de tipo sublitoral con temperaturas que decrecen progresivamente con la altitud y precipitaciones que aumentan, a su vez, con la costa (basta citar a tal propósito Pescara), que a cerca de 10 m s. n. m., tiene temperaturas medias de alrededor de 15 °C y lluvias anuales de alrededor de 700 mm, y Chieti, que, puesta sobre una colina a 330 m s. n. m., aun presentando temperaturas medias similares, registra precipitaciones muy copiosas, con valores anuales de cerca de 1000 mm. Adentrándose hacia el interior, el clima se hace más continental hasta convertirse en el típico de montaña sobre los relieves más importantes: la provincia que mayormente presenta tales características climáticas es la de L'Aquila seguida por las de Teramo y Chieti. En invierno en las zonas interiores, especialmente en la cuenca aquilana, la Marsica y, en menor medida, en el valle Peligna, las heladas son frecuentes, difundidas e intensas con el termómetro que en determinadas cuencas montañosas de origen glaciar o kárstico-aluvial como Campo Imperatore, Campo Felice y la meseta de las Cinque Miglia puede descender repetidamente incluso hasta los -25 °C. También en la llanura del Fucino, en condiciones de nieve en el suelo y olas de frío particularmente intensas, puede alcanzarse los valores mínimos igualmente muy bajos y casi de récord (en 2002 en Avezzano centro se alcanzaron -19 °C mientras que se han registrado valores de hasta -33 °C en la llanura adyacente lejos de las islas de calor; en el célebre 1985 -26 °C en Avezzano centro y -32 °C en Telespazio).
La siguiente es una tabla con los datos climáticos de las principales ciudades abruceses (los datos consignados con un asterisco están sujetas a actualización).
| Localidad | Latitud | Temperaturas medias invernales (°C) | Temperaturas medias veraniegas (°C) | Lluvias (mm) | Estaciones más lluviosas |
| --------- | ------- | ----------------------------------- | ----------------------------------- | ------------ | ------------------------ |
| Pescara   | 42°27′  | 9,0                                 | 24,0                                | 582          | otoño invierno           |
| Chieti    | 42°21′  | 6,6                                 | 24,5                                | 1002         | otoño invierno           |
| Teramo    | 42°21′  | 7,5                                 | 25,0                                | 790          | primavera otoño          |
| L'Aquila  | 42°21′  | 2,5                                 | 22.1                                | 700          | primavera otoño          |
| Avezzano  | 42°21′  | 4,3                                 | 21,9                                | 817          | otoño invierno           |
| Sulmona   | 42°22′  | 5,9                                 | 24,7                                | 600*         | otoño                    |

Un tercio de la región está clasificada como parque nacional o regional. Destacan los 500 km² del parque nacional de los Abruzos, donde pueden verse raros ejemplos de flora y fauna mediterráneas que sobreviven aquí, entre ellas una subespecie de lobo llamada Canis lupus italicus ("lobo de los Apeninos"), otra de oso pardo llamada Ursus arctos marsicanus ("oso pardo marsicano") y otra de gamuza, la Rupicapra pyrenaica ornata ("gamuza de los Abruzos"); también hay águilas reales. Otros parques nacionales son el Gran Sasso y Montes de la Laga y P. N. de Majella. Además, pueden mencionarse el parque regional Sirente Velino y el lago de Barrea, un humedal que forma parte del parque nacional de los Abruzos.
| Noroeste: Lacio  | Norte: Marcas | Nordeste: Mar Adriático |
| Oeste: Lacio     |               | Este: Mar Adriático     |
| Suroeste: Molise | Sur: Molise   | Sureste: Mar Adriático  |

## Historia

La iglesia de Santa Maria di Collemaggio en L'Aquila, tal como era antes del devastador terremoto del 6 de abril de 2009.

Los humanos han habitado en los Abruzos desde tiempos neolíticos. Un esqueleto de Lama dei Peligni en la provincia de Chieti ha sido datado radiométricamente en 6,540 bp.
En la época de los romanos, la región se conoció con diversos nombres: Picenum, Sabina et Samnium (Piceno, Sabina y Samnio), Flaminia et Picenum (Flaminia y Piceno) y Campania et Samnium (Campania y Samnio). Esta región era conocida como Aprutium en la Edad Media según resulta de al menos cuatro fuentes.
En la provincia de L'Aquila se encuentra la ciudad de Corfinio (conocida como Corfinium en la antigua Italia), la principal ciudad de los pelignos, unos 10 km al norte de Sulmona en el valle del Aterno. El lugar de la ciudad original está ocupado por el pueblo de Pentima. Posiblemente quedó sometida a Roma en el siglo IV a. C., aunque no aparece en la historia de Roma hasta la guerra Social, en que se adopta al principio por los aliados como la capital y sede del gobierno de su nuevo Estado que fundaron con el nombre de Italia (esta forma, no Italica, aparece en las monedas). La guerra de los Socii (aliados) se perdió, pero el nombre de Italia sobrevivió, para ser al final adoptado oficialmente para toda la península durante todo el curso de la época romana. Entrando en Corfinio desde el este, se puede observar una placa conmemorativa, que atribuye la designación del nombre adoptado de Italia para la península al pueblo itálico de la región. Tras la guerra Social, estos pueblos, así como todos los pueblos itálicos, fueron honrados con el otorgamiento de la plena ciudadanía romana, gracias a la Lex Plautia Papiria. Aparece también en la segunda guerra civil de la República romana, pues resistió el ataque de Julio César durante una semana (año 49 a. C.). 
.

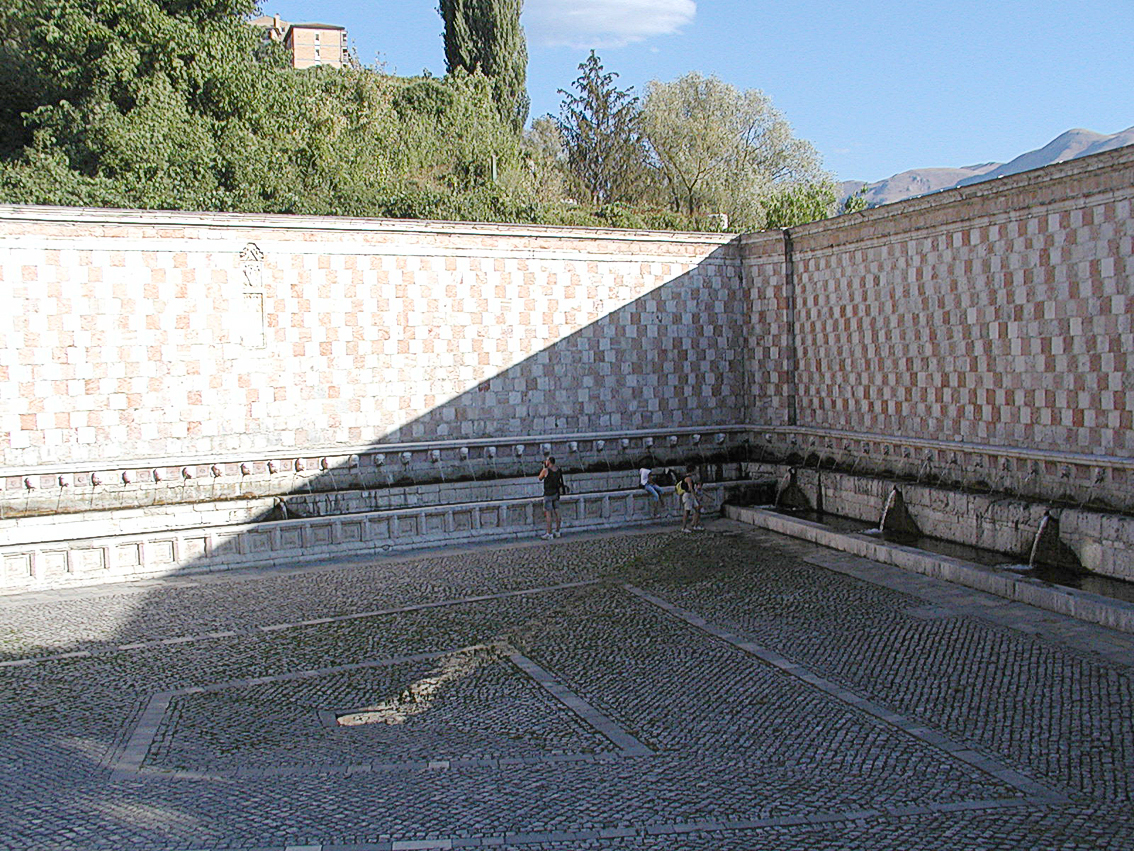
Fontana della 99 Cannelle, L'Aquila, conmemora las aldeas que Federico II reunió para fundar L'Aquila

La región ha visto alterados sus fronteras muchas veces. La primera mención jurídica de la región está identificada con la creación del justicierato de Abruzo en el año 1233. En 1273 el justicierato fue subdividido en dos territorios, Abruzzo ulteriore, en su mayor parte correspondiéndose a las provincias de L'Aquila y Teramo, y Abruzzo citeriore en el resto de la región. En la época del Reino de las Dos Sicilias, el territorio estaba administrado como Abruzzo Citeriore (Abruzo próximo) y Abruzzo Ulteriore I y II (Abruzo lejano I y II), en referencia a que estaban más cerca o más lejos de Nápoles, la capital del reino. Abruzo próximo sería lo que hoy es la provincia de Chieti. Abruzo lejano I comprendía las provincias de Teramo y Pescara; Abruzo lejano II es hoy la provincia de L'Aquila.
Unida a Molise en la región Abruzos y Molise, perdió parte de su territorio con la creación de la provincia de Rieti a la que, en 1927, cedió el circondario de Cittaducale (17 municipios, 1362 km² y alrededor de 70 000 habitantes).
En el año 1963, la provincia de Campobasso fue proclamada región con el nombre de Molise.

## Geografía humana

### Demografía
La densidad de población, aunque se ha incrementado a lo largo de las últimas décadas, está muy por debajo de la media nacional. En 2008 era de hecho 123,4 habitantes por km² en los Abruzos, comparado con la media nacional de 198,8. A nivel provincial, la situación es bastante variada: Pescara es la provincia más densamente poblada (260,1 hab./km² en 2008), mientras que, en el otro extremo, L'Aquila es la menos densamente poblada (61,3 hab./km² en 2008), aunque tiene la mayor superficie. Después de décadas de emigración desde la región, el principal rasgo en los años 1980 es la inmigración desde países del tercer mundo. El incremento de la población se debe a la tasa de migración neta positiva, pues desde 1991 se registraron más defunciones que nacimientos en los Abruzos (salvo en 1999, cuando el número se igualó). En 2008 el ISTAT calculó quer 59.749 inmigrantes nacidos en el extranjero vivían en los Abruzos, lo que es el 4,5% de la población total de la región.
El más serio desequilibrio demográfico está entre las áreas montañosas del interior y la franja costera. La provincia más grande, L'Aquila, está situada por completo en el interior y tiene la menor densidad de población. El movimiento de la población de los Abruzos desde las montañas hasta el mar ha llevado a la mayor urbanización completa de toda la franja costera. Los efectos sobre el interior han sido el empobrecimiento y un envejecimiento demográfico, reflejado por una tasa de actividad en la provincia de L'Aquila que es la más baja de las provincias en Abruzos - acompañada por la degradación geológica como resultado de la ausencia de medidas de conservación. En la franja costera, por otro lado, hay tal mezcla de acomodación y actividades que el medio ambiente ha cambiado con efectos negativos. La política de proporcionar incentivos para el desarrollo ha producido como resultado el establecimiento de zonas industriales, algunas de las cuales (Vasto, Avezzano, Carsoli, Gissi, Val Vibrata, Val Sangro) han hecho progresos genuinos, mientras otros (Val Pescara, L'Aquila) han tenido problemas después de un éxito inicial. Las zonas de Sulmona y Guardiagrele han resultado ser más o menos fracasos. Fuera de estas zonas las principales actividades son la agricultura y el turismo.
La capital es Aquila o L'Aquila, que cuenta con 72 609 habitantes; se vio afectada por un terremoto el 6 de abril de 2009, que destruyó gran parte del centro de la ciudad. Las otras capitales de provincia son Pescara, que es la ciudad más grande de los Abruzos y su principal puerto, con 123 347 habitantes (2010), Teramo (54 967) y Chieti (54 148). Otras grandes comunas en los Abruzos son Montesilvano (50 389 hab en 2009), Avezzano (41 737), un centro industrial y de alta tecnología; Lanciano (36 372) y Sulmona (25 217) son dos importantes centros turísticos e industriales.

### Organización territorial

Provincias de los Abruzos.

La región está compuesta por cuatro provincias:
| Provincia             | Superficie (km²) | Población | Densidad (hab./km²) |
| --------------------- | ---------------- | --------- | ------------------- |
| Provincia de Chieti   | 2588             | 396 190   | 153,1               |
| Provincia de L'Aquila | 5034             | 308 876   | 61,3                |
| Provincia de Pescara  | 1225             | 318 701   | 260,1               |
| Provincia de Teramo   | 1948             | 308 769   | 158,5               |

## Economía
Hasta hace unas pocas décadas, los Abruzos eran una región cuya economía se basaba en el ganado lanar y vacuno, así como la agricultura. No obstante, en las últimas décadas del siglo XX, se desarrolló hasta el punto de que ha escapado de la espiral de subdesarrollo para convertirse en una región del potencia del centro-sur de Italia. Esto confirma su papel esencial en el sistema económico nacional. Desde los años cincuenta, los Abruzos han tenido un crecimiento económico constante. En 1951, la renta per cápita de los Abruzos o PIB era el 53% del de la Italia septentrional, la región más rica del país. Para el año 1971, los Abruzos tenían el 65% y, para 1994, los ingresos per cápita eran del 76% de ingreso per cápita del Norte de Italia, dando a los Abruzos la mayor renta del sur de Italia, superando el crecimiento del resto de regiones de Italia. La construcción de autovías de Roma a Teramo (A24) y de Roma a Pescara (A25) abrieron un fácil acceso a los Abruzos, la inversión estatal y privada en la región se incrementó, y los Abruzos consiguieron unos niveles de educación superiores, y mayor crecimiento de la productividad que el resto de la Italia meridional. Como resultado de ello, el sector industrial de los Abruzos se expansionó rápidamente, especialmente en ingeniería mecánica, el equipo de transporte y telecomunicaciones. En el año 2003, el PIB per cápita eran 19 506 euros, esto es, el 84% de la media nacional de 23 181 euros y destacando mucho sobre la media del sur (15 808 euros).

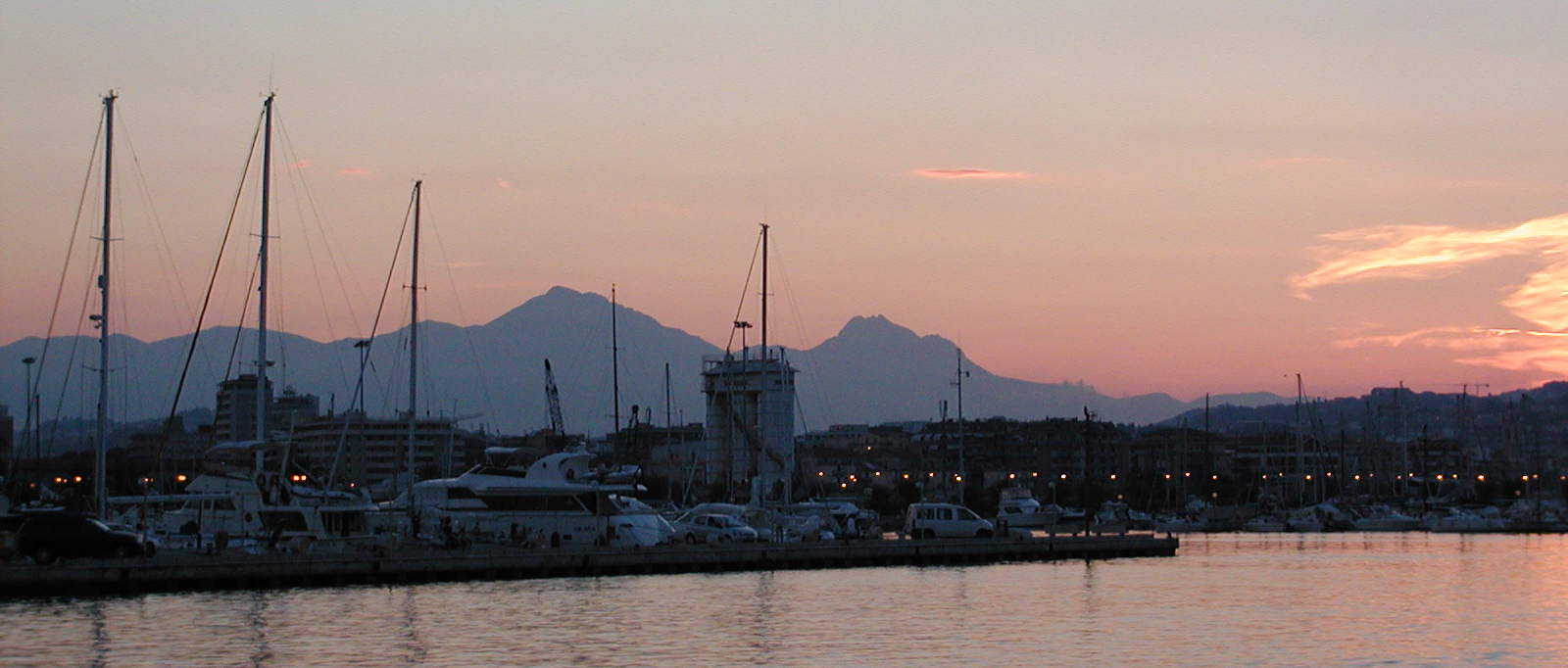
El puerto de Pescara.

La estructura de la producción en la región refleja la transformación de la economía de la agricultura a la industria y los servicios. La agricultura, que implica pequeñas parcelas, ha triunfado a la hora de modernizarse y ofrecer productos de alta calidad. Producen vino, cereales, remolacha azucarera, patatas, aceitunas, hortalizas, frutas y productos lácteos. Los productos tradicionales son el azafrán y regaliz. Aunque la industria se ha desarrollado fuertemente, conserva puntos débiles debido a la existencia de sólo unos pocos negocios de gran tamaño junto a un enorme tejido de pequeñas y medianas industrias.
Tanto la investigación pura como la aplicada, se lleva a cabo en la región, donde hay grandes institutos y fábricas implicadas en la investigación en los campos de la farmacia, biomedicina, electrónica, la aeroespacial y la física nuclear. La infraestructura industrial está dispersa por toda la región en zonas industriales que ya se han mencionado, los más importantes de los cuales son Val Pescara, Val Sangro, Val Trigno, Val Vibrata y Conca del Fucino.

## Turismo

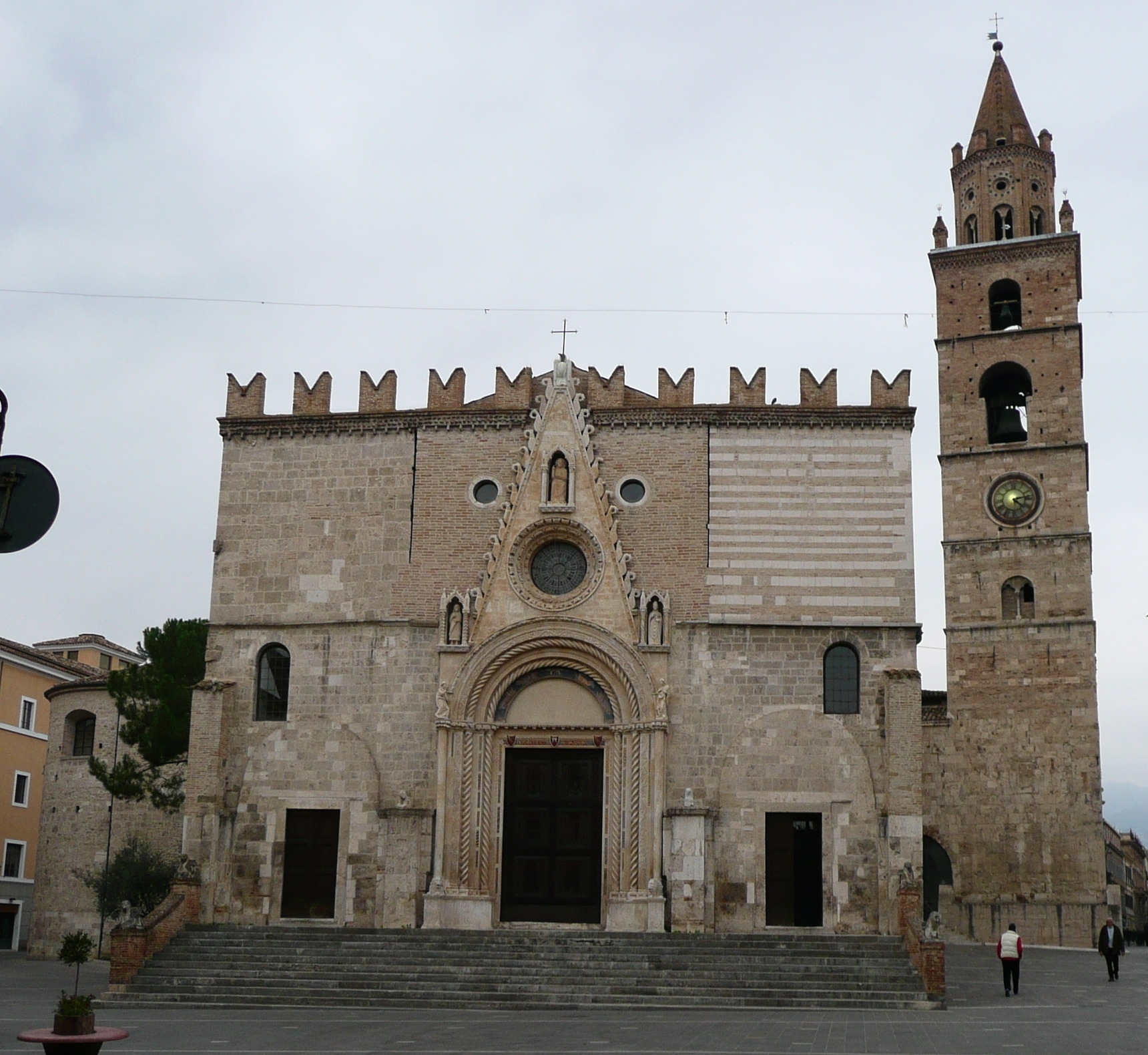
La Catedral de Teramo.

Una actividad adicional que merece destacarse es el turismo de mar y montaña, que es de considerable importancia para la economía de la región. Los turistas proceden de la propia Italia y otros países de Europa. La riqueza de castillos y ciudades medievales, especialmente cerca de la ciudad de L'Aquila, le ha valido el apodo de "Abruzzoshire", por analogía con el mote de "Chiantishire" que a veces se emplea para referirse a la comarca de Chianti en la Toscana, pero los Abruzos aún quedan un poco apartados del turismo de masas de Italia.
La región tiene 21 estaciones de esquí con 368 km de recorridos, todos a pocas horas de Roma. La estación más desarrollada es Roccaraso, seguida por Campo Felice, y Campo Imperatore. Ubicada en la región más alta de los Apeninos, estas zonas de esquí están a altitudes casi comparables a muchas estaciones alpinas. Debido a su proximidad al Adriático y las pautas de precipitaciones en invierno, a menudo tienen más nieve que los Alpes. Los Abruzos son también populares para el esquí de travesía, especialmente en la alta llanura de Campo Imperatore en el Gran Sasso así como la Piana Grande en la Majella.

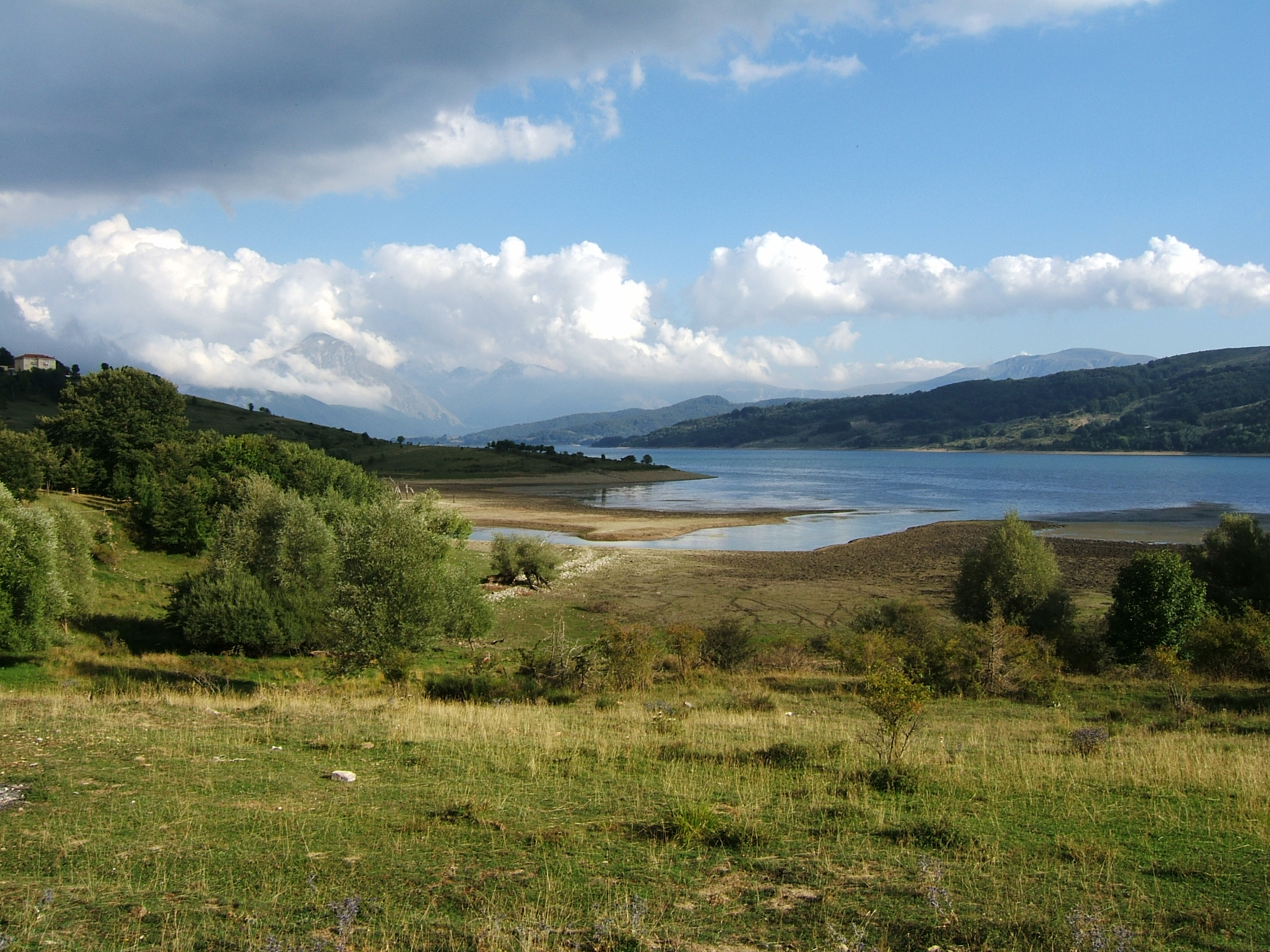
Lago de Campotosto

El macizo del Gran Sasso tiene el punto más alto de la Península Italiana, Corno Grande, y el glaciar más meridional de Europa, Il Calderone. El Corno Grande y su vecino Corno Piccolo proporcionan una serie de oportunidades de escaladas, que van desde las más sencillas para los novatos hasta los grandes expertos. Los picos menos conocidos de los Abruzos, especialmente las laderas más sueves de la Majella, ofrecen a los escaladores la oportunidad de ascender en solitario.
La costa de los Abruzos proporciona muchas playas populares, entre ellas Vasto en la costa meridional de los Abruzos; en la costa central están Pineto, cuyas arenas están consideradas entre las mejores de Italia y además en 2016 fue considerada entre las playas más bonitas de Italia , Giulianova, Francavilla al Mare y Pineto, y en la costa septentrional están Alba Adriatica y Martinsicuro.

## Cultura
En el pasado, la región de los Abruzos era bien conocida por la trashumancia, el movimiento migratorio de las ovejas principalmente al sur hacia la región de Apulia durante los fríos meses invernales.

### Arte

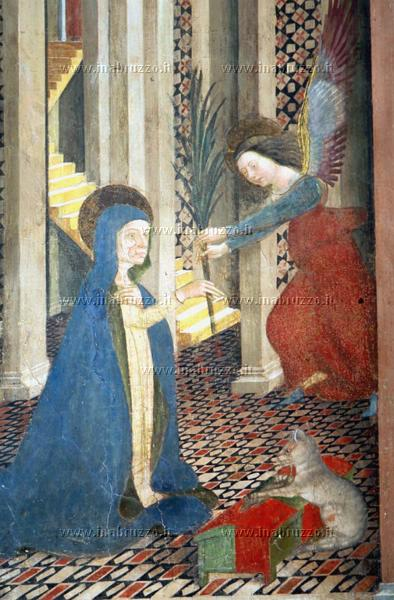
La Anunciación, fresco de Andrea De Litio en la catedral de Atri, provincia de Teramo.

Entre las muchas ciudades históricas de los Abruzos están Sulmona al pie del macizo de Majella y conocida por el famoso poeta de la Antigüedad, Ovidio; Scanno, una ciudad sobre una colina junto a un lago; Atri un pintoresco centro artístico, y las ciudades sobre colinas de Penne, Lanciano y Loreto Aprutino. Al norte de L'Aquila se encuentran las ruinas de la ciudad romana de Amiternum, donde nació el historiador Salustio. Los dos museos más destacados son el Museo Nazionale d'Abruzzo en L'Aquila y el Museo Cívico de Sulmona.

### Gastronomía
El plato de pasta más famoso de los Abruzos son los espaguetis o macarrones (maccherone) alla chitarra, que se hacen con un instrumento de cuerdas metálicas que dan forma a la pasta. En la costa predominan los platos de pescado, como el brodetto di pesce. En el interior son más frecuentes los platos de carne de cerdo o de cordero. Entre estos se encuentran los arrosticini, una especie de pinchos morunos con carne de oveja cortada en tacos.
Platos dulces son el parrozzo, pastel con almendras y cubierto de chocolate y los confetti típicos de Sulmona, que son almendras recubiertas por azúcar.
Por lo que se refiere a los vinos, los Abruzos son famosos por producir el Montepulciano d'Abruzzo Colline Teramane; otros vinos de la región son el Trebbiano d'Abruzzo, el Montonico, el Tollum, el Controguerra, y tros vinos con indicación geográfica típica. Entre los licores encontramos el centerba, el Ratafià, el licor al azafrán, el mosto cotto, l'Aurum licor de Pescara hecho con aguardiente y peladura de naranja, l'amaro de genciana, y el vino cotto. Otro potente licor es el Cent'erbe, que se produce en las montañas y es de color verdoso.
Siendo una región de fuerte tradición pastoral, no pueden faltar los quesos. Entre los principales están Cacio di vacca bianca o caciotta di vacca, el Caciofiore aquilano o la Caciotta vaccina frentana. También hay caciocavallo, pecorino y scamorza de leche de vaca, de los Abruzos; también el marcetto: queso pecorino triturado y macerado en leche de oveja.
Un estudio de la organización italiana Confesercenti ha nominado los Abruzos como la región italiana donde se come mejor según los juicios de los turistas extranjeros que ha visitado Italia en el 2013.

### Dialectos
Los dialectos que se hablan en la región de los Abruzos pueden dividirse en dos grupos principales:
- Dialecto sabino, en la provincia de L'Aquila (dialectos del italiano central)
- Dialecto abruzo (dialectos del italiano meridional), que a su vez se divide en: dialecto adriático abruzo, en la provincia de Teramo, Pescara y Chieti, que se ha abandonado virtualmente en la provincia de Ascoli Piceno y el dialecto occidental abruzo, en la province de L'Aquila.

### Universidades
Hay tres universidades en esta región: Universidad de L'Aquila, Universidad de Chieti (universidad G. D'Annunzio de Chieti y Pescara) y la Universidad de Teramo.

### Parques nacionales
- Parque nacional de los Abruzos, Lacio y Molise
- Parque nacional del Gran Sasso y Montes de la Laga
- Parque nacional de la Majella

## Deporte
Delfino Pescara 1936 es el único equipo de fútbol de Abruzos que ascendió a la Serie A de Italia. En las seis temporadas que disputó, se salvó del descenso por única vez en 1987/88, al acabar en el 14.º puesto. Actualmente juega en la Serie B junto a Virtus Lanciano.
Los Juegos Mediterráneos de 2009 se celebraron en Pescara. En tanto, la Interamnia World Cup es un torneo de balonmano que se realiza en Teramo desde 1972, donde compiten equipos infantiles y juveniles de todo el mundo.

## Galería

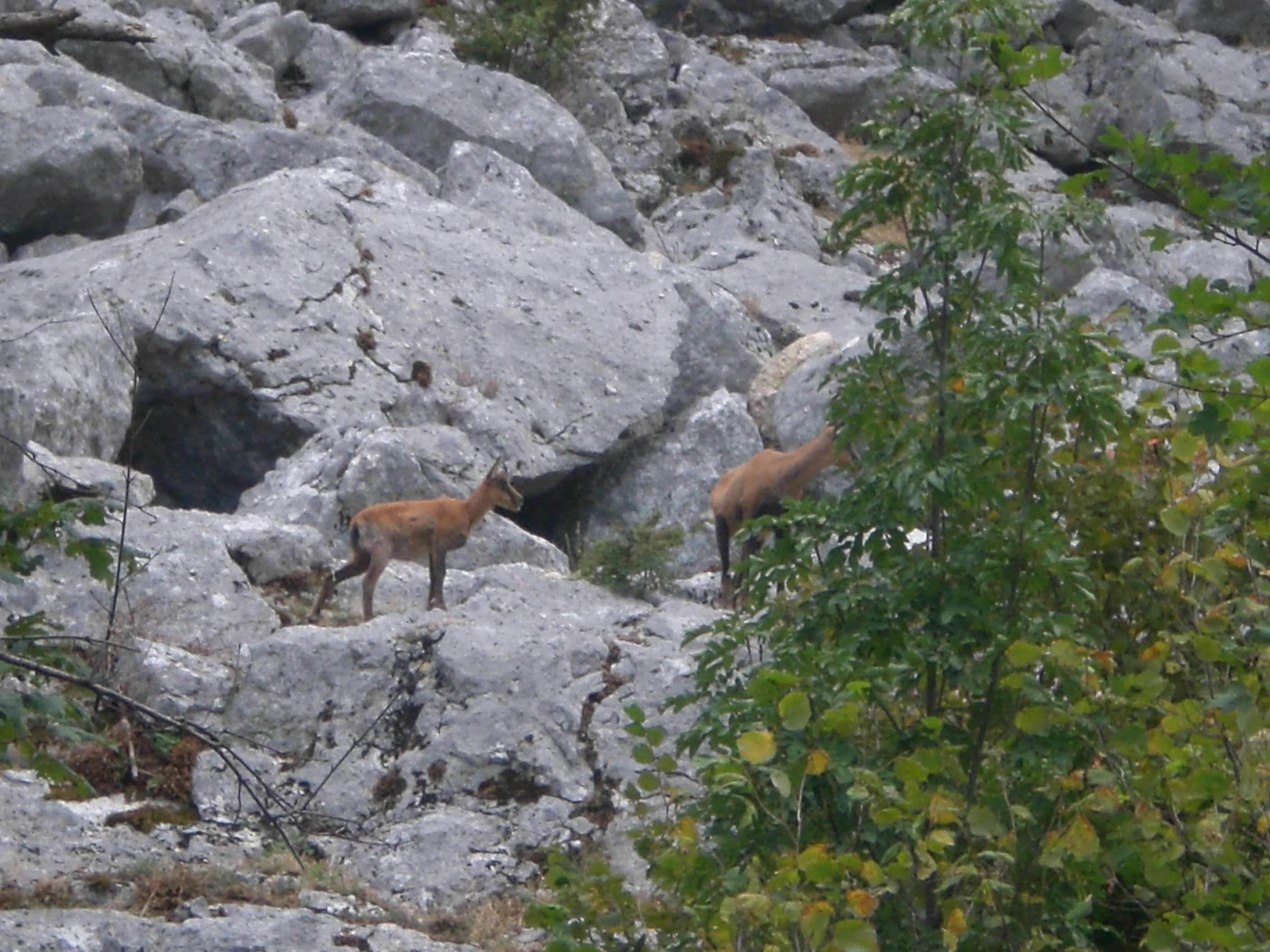
El rebeco abrucés
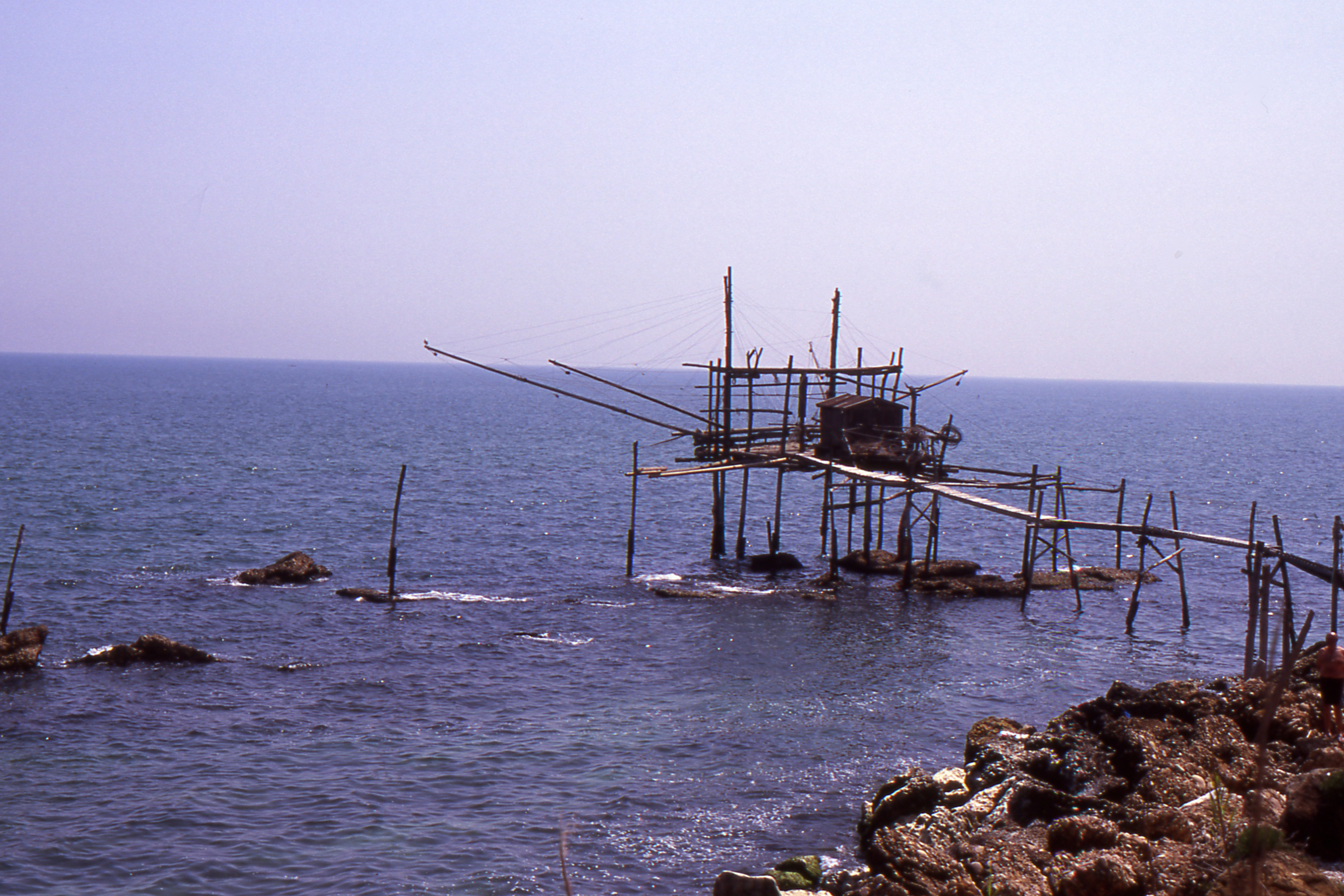
San Vito Chietino
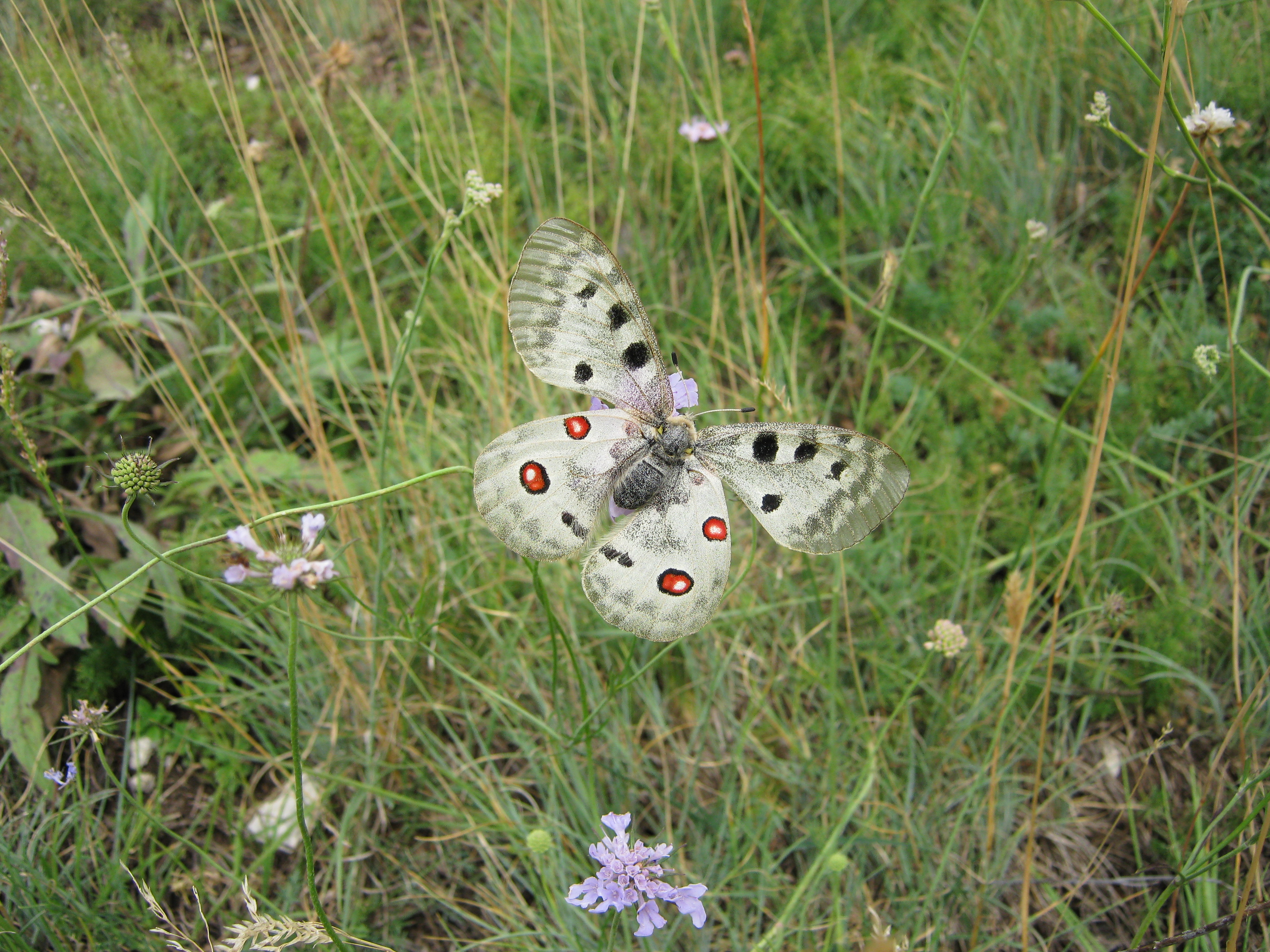
Mariposa Apollo en el Gran Sasso
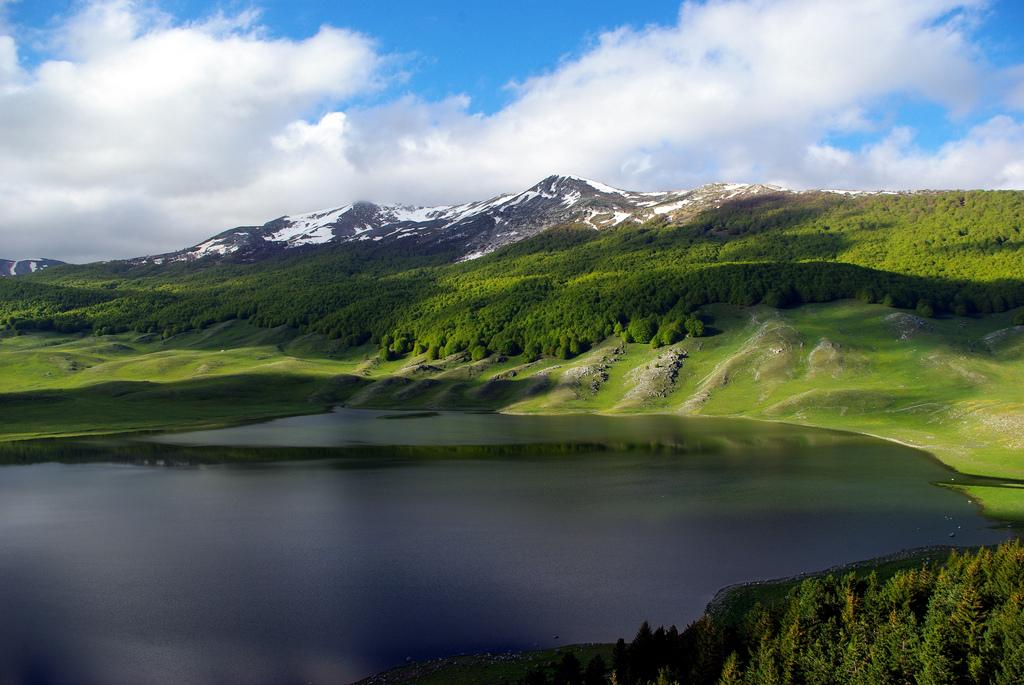
Campo Felice
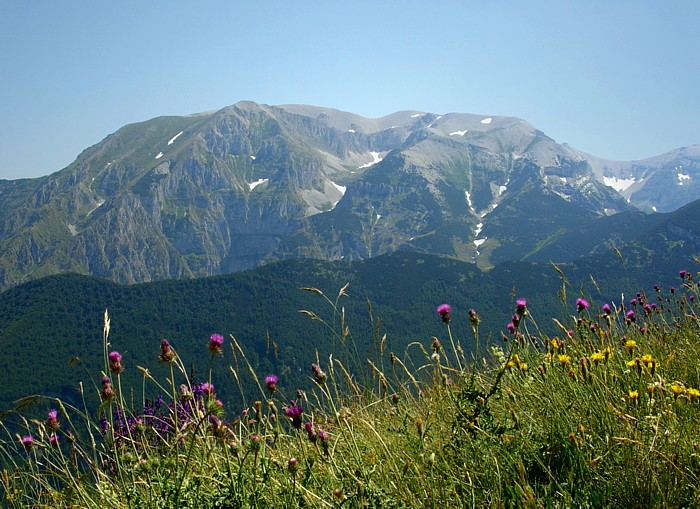
Macizo de la Maiella
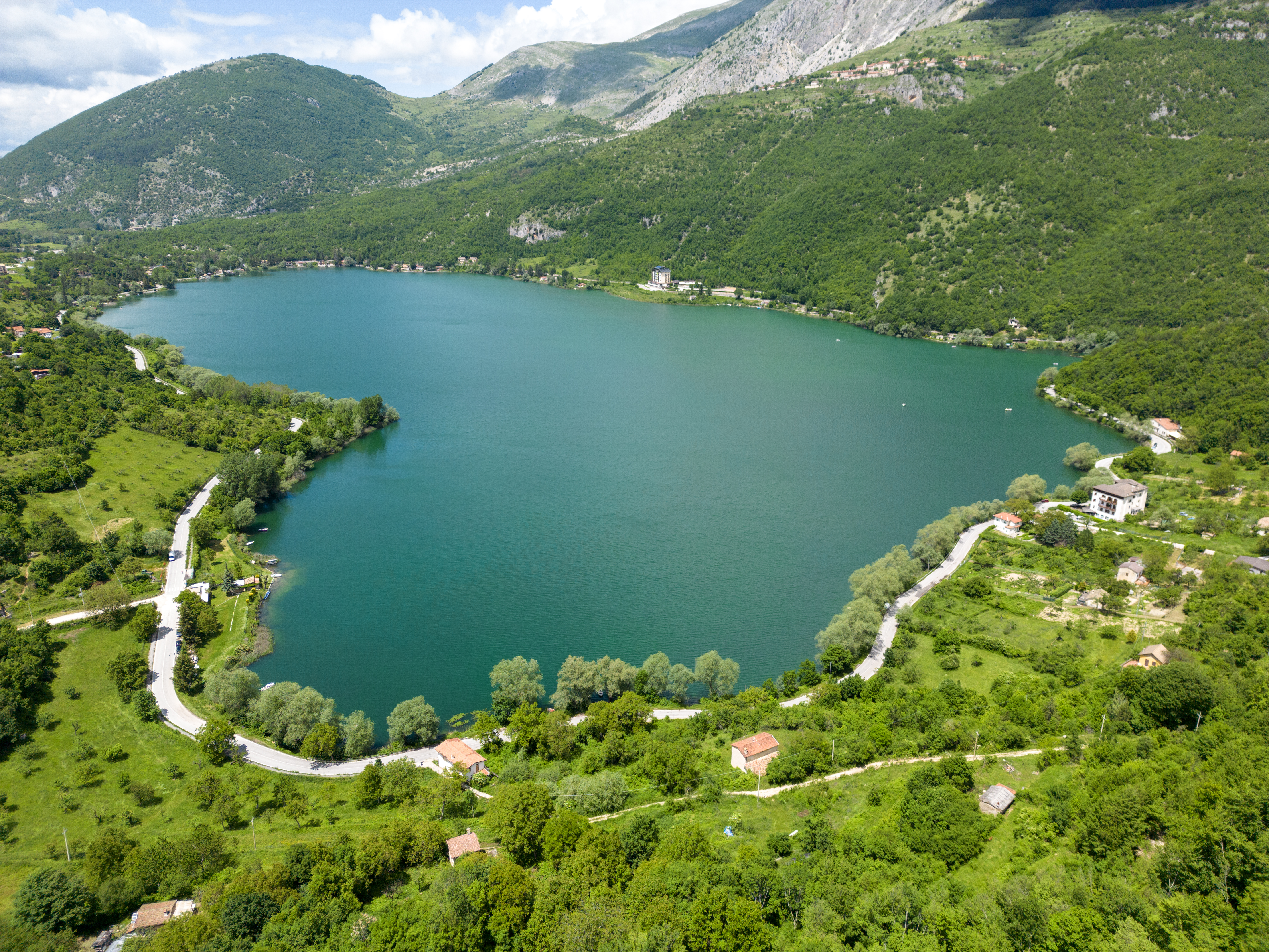
El Lago de Scanno
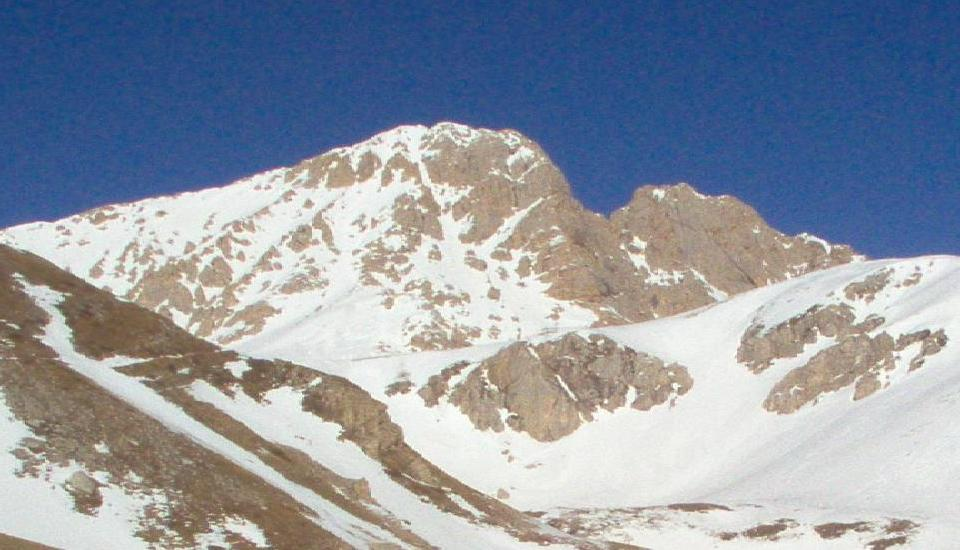
Gran Sasso
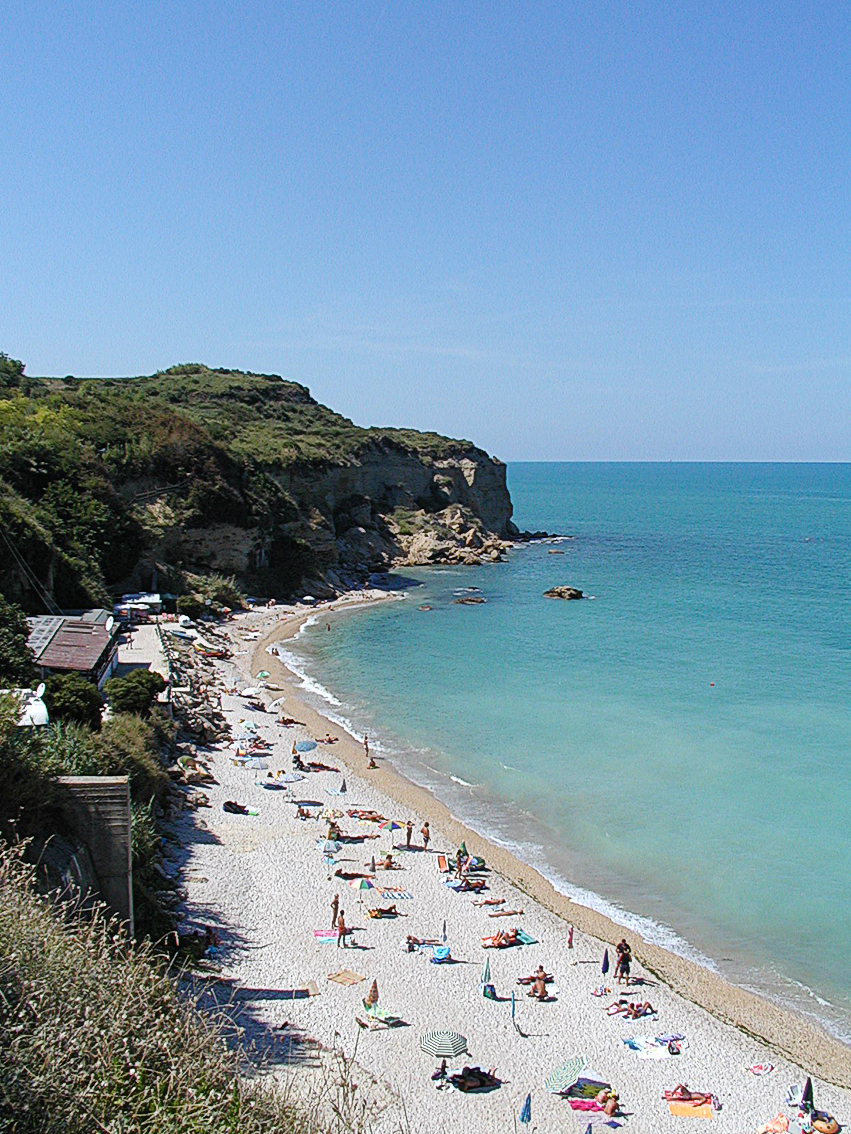
Ortona
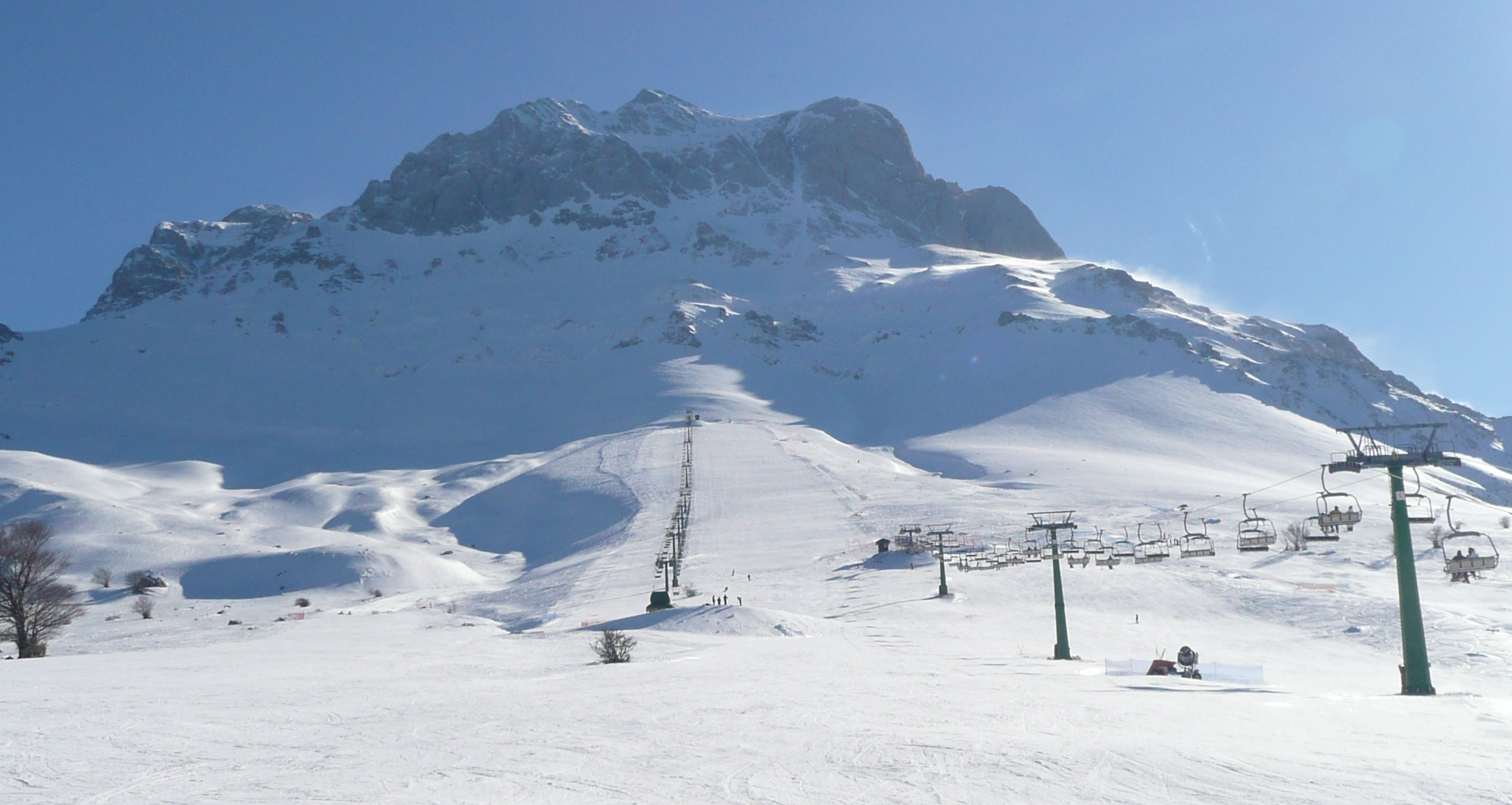
Prati di Tivo
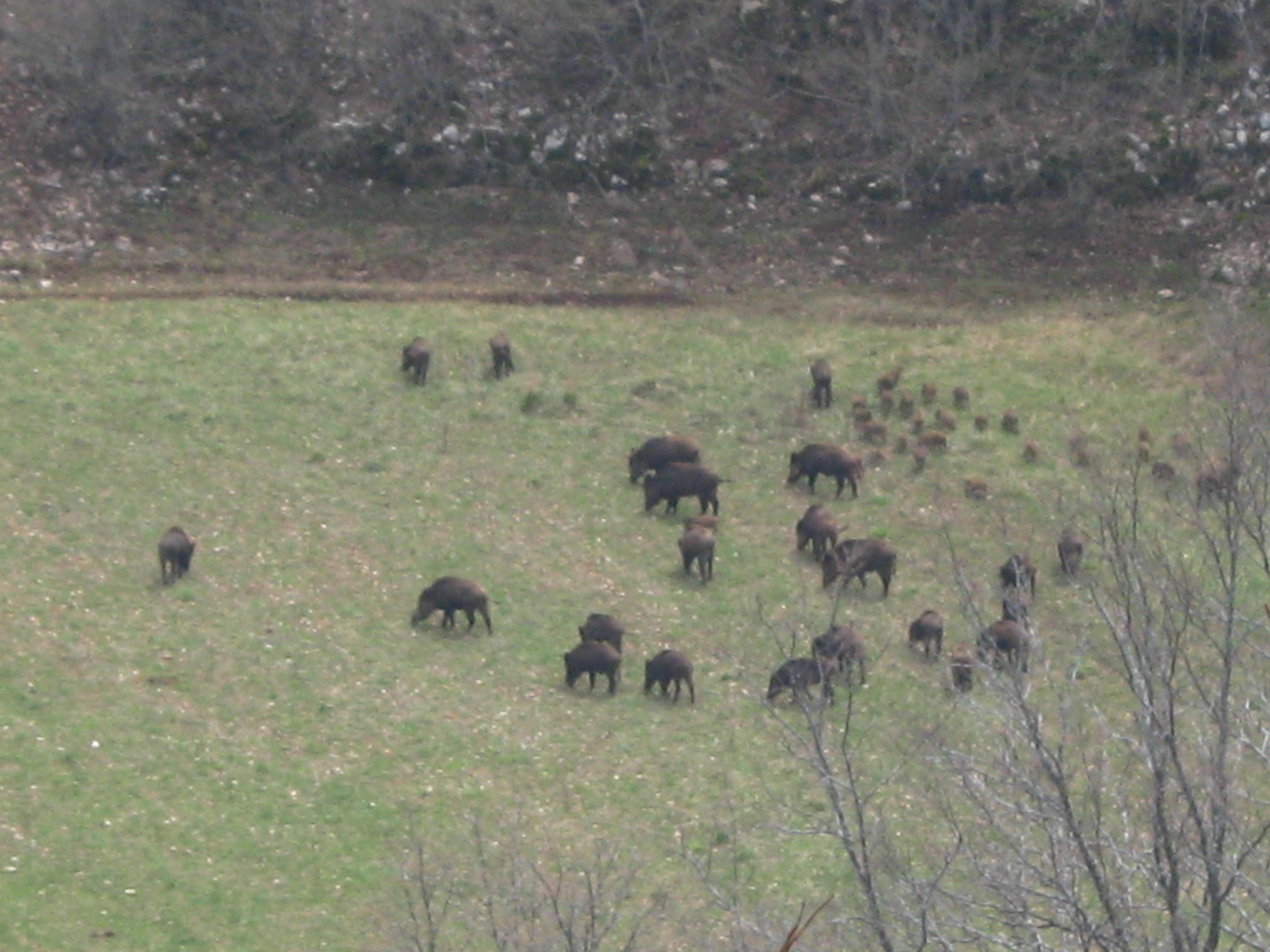
Jabalíes Abruceses
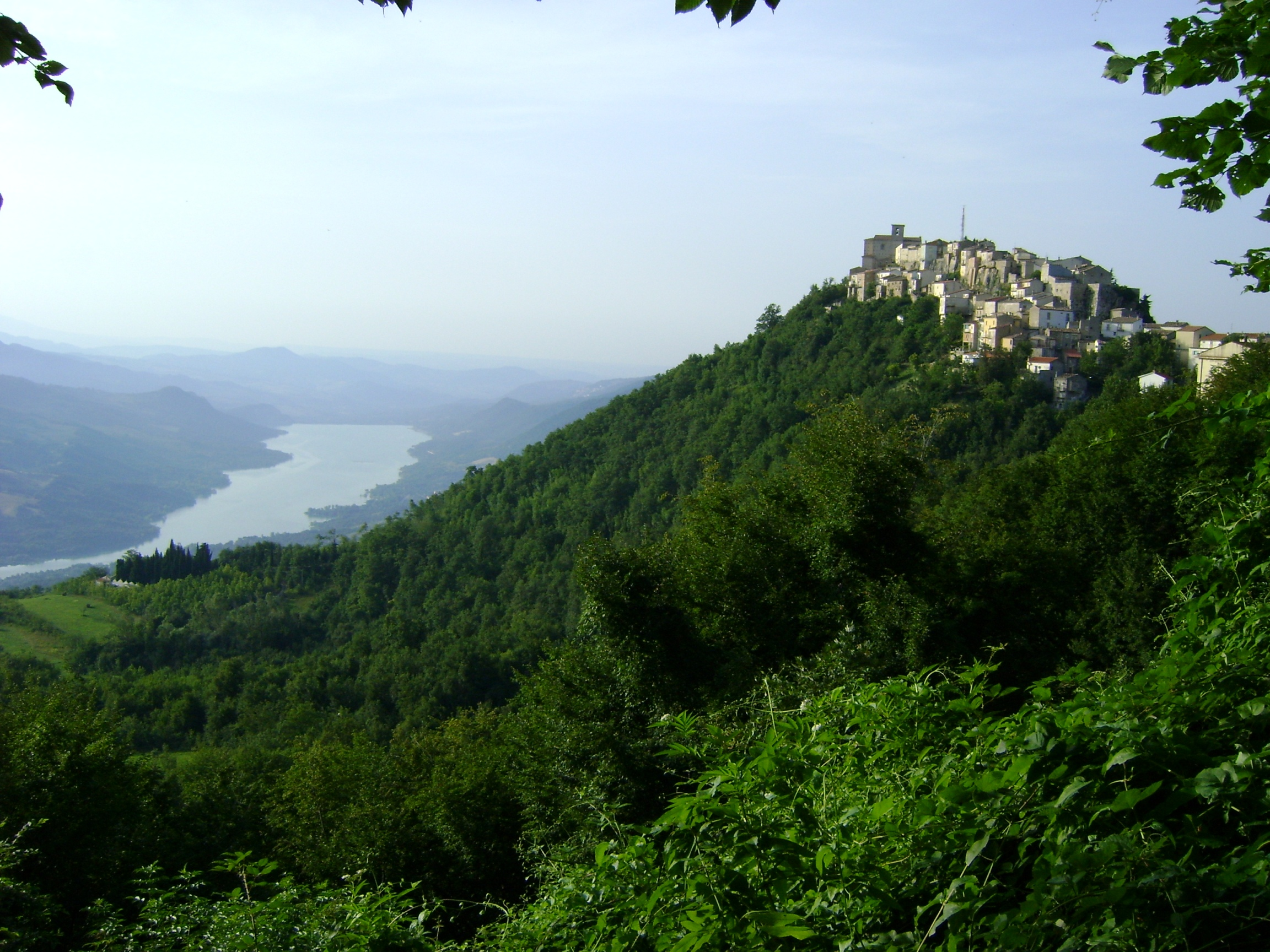
Monteferrante
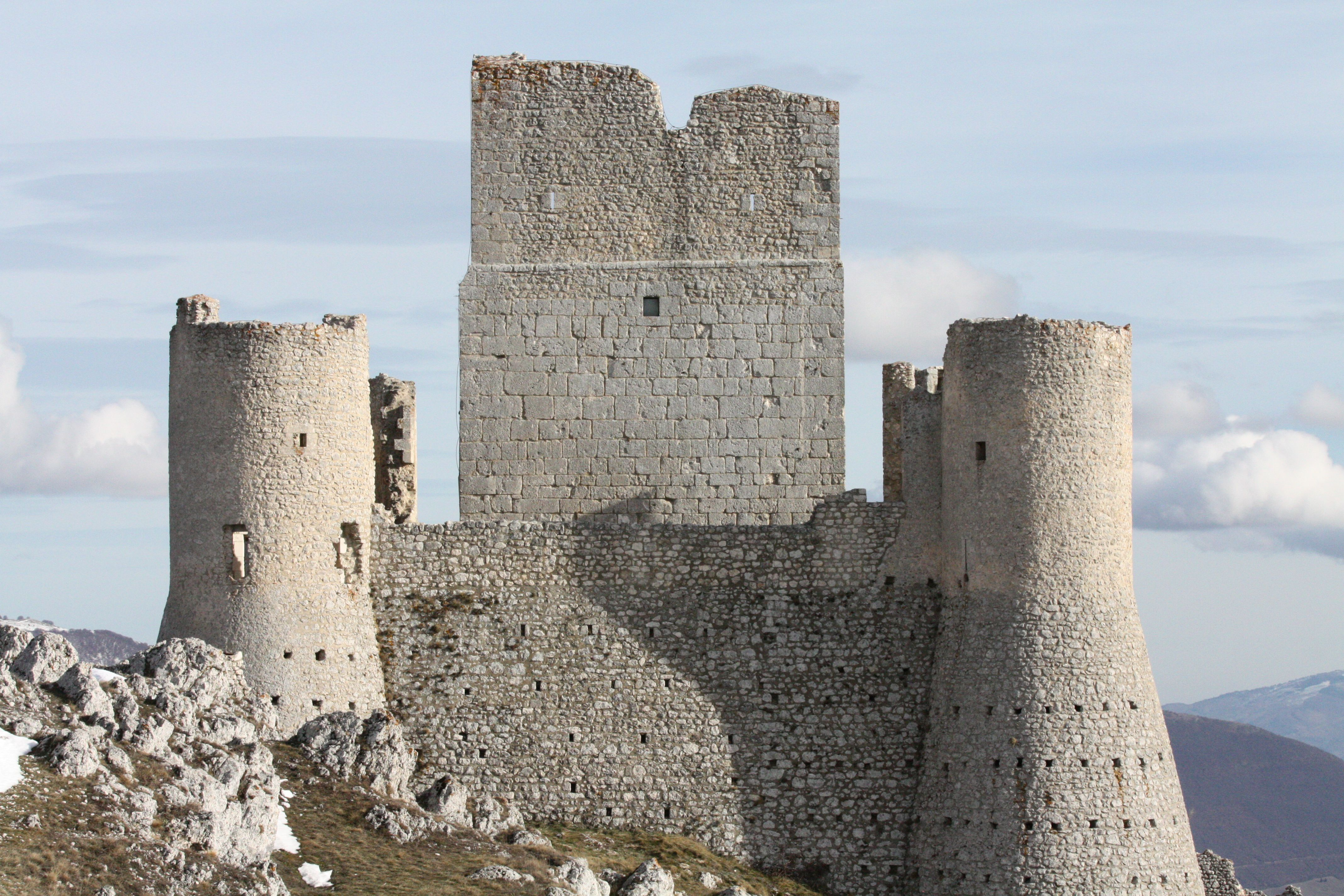
Rocca Calascio
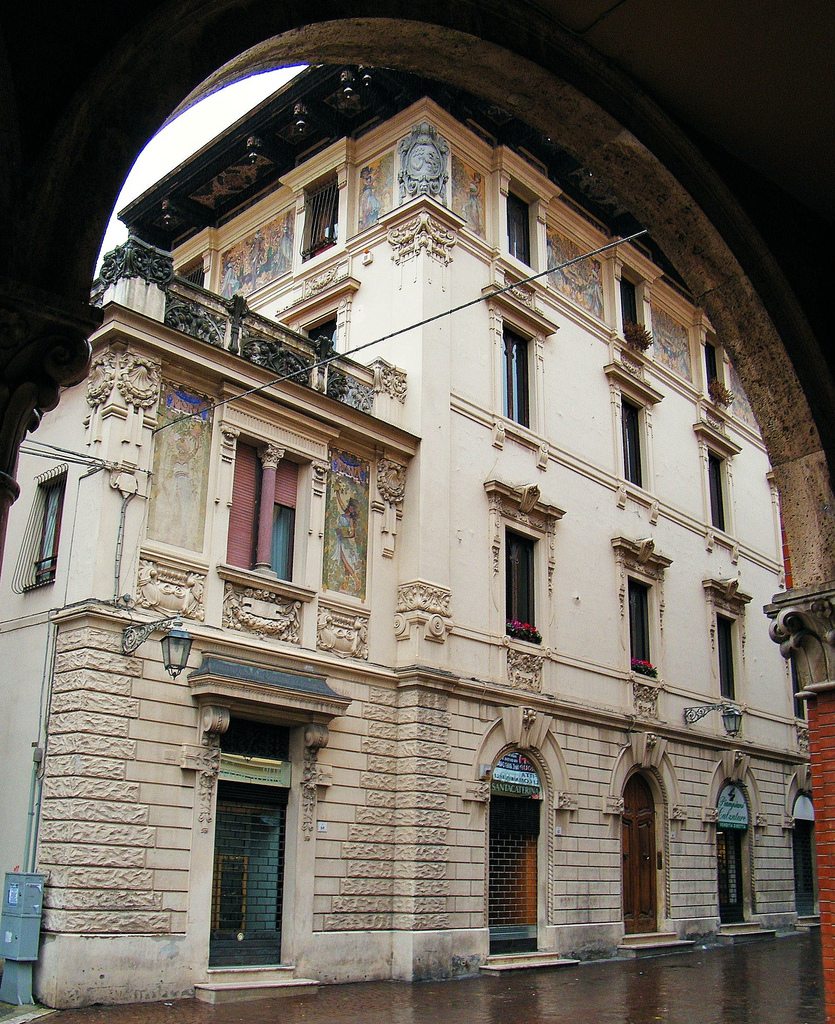
Teramo
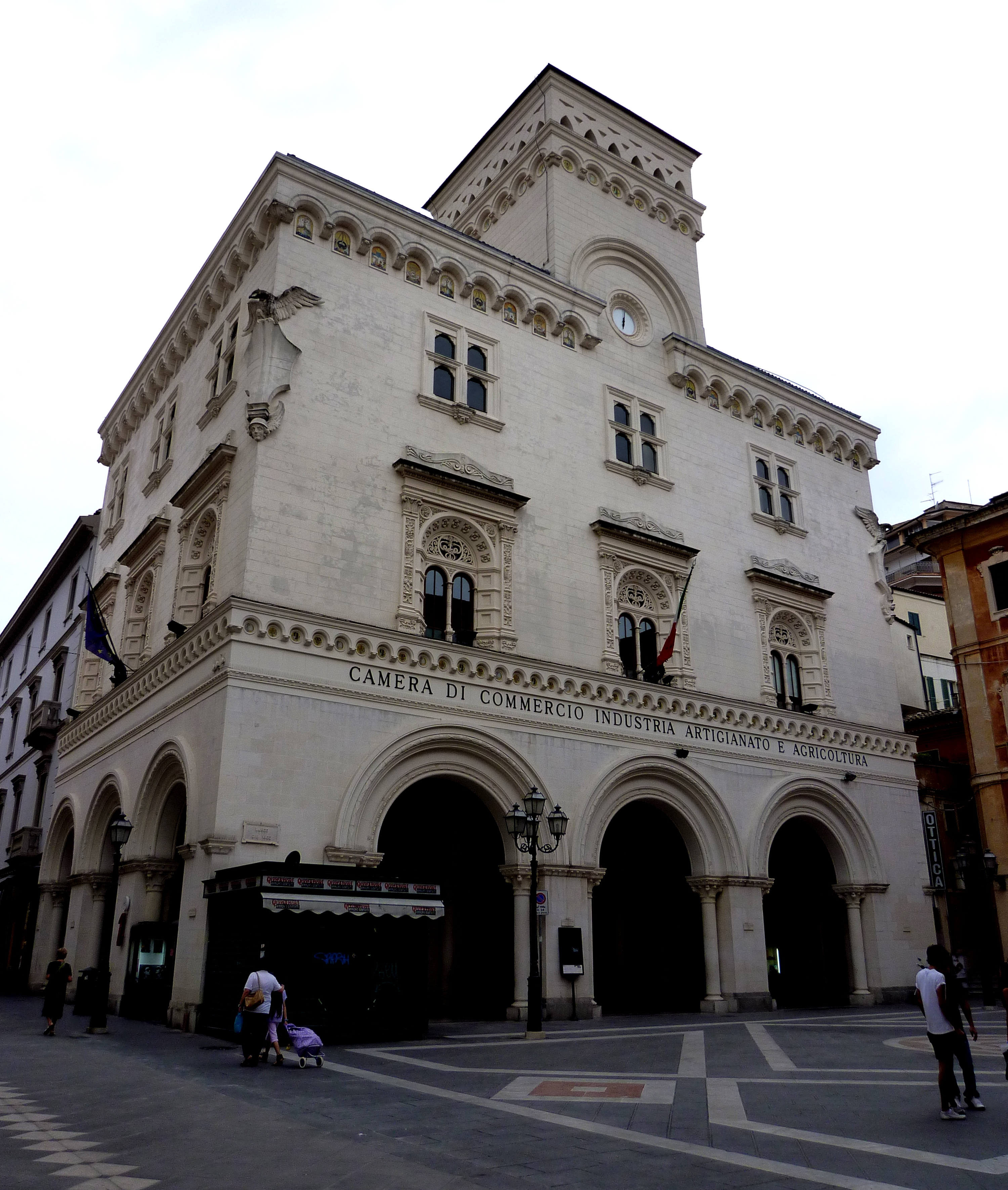
Chieti
Fuente de las 99 Cannelle en L'Aquila
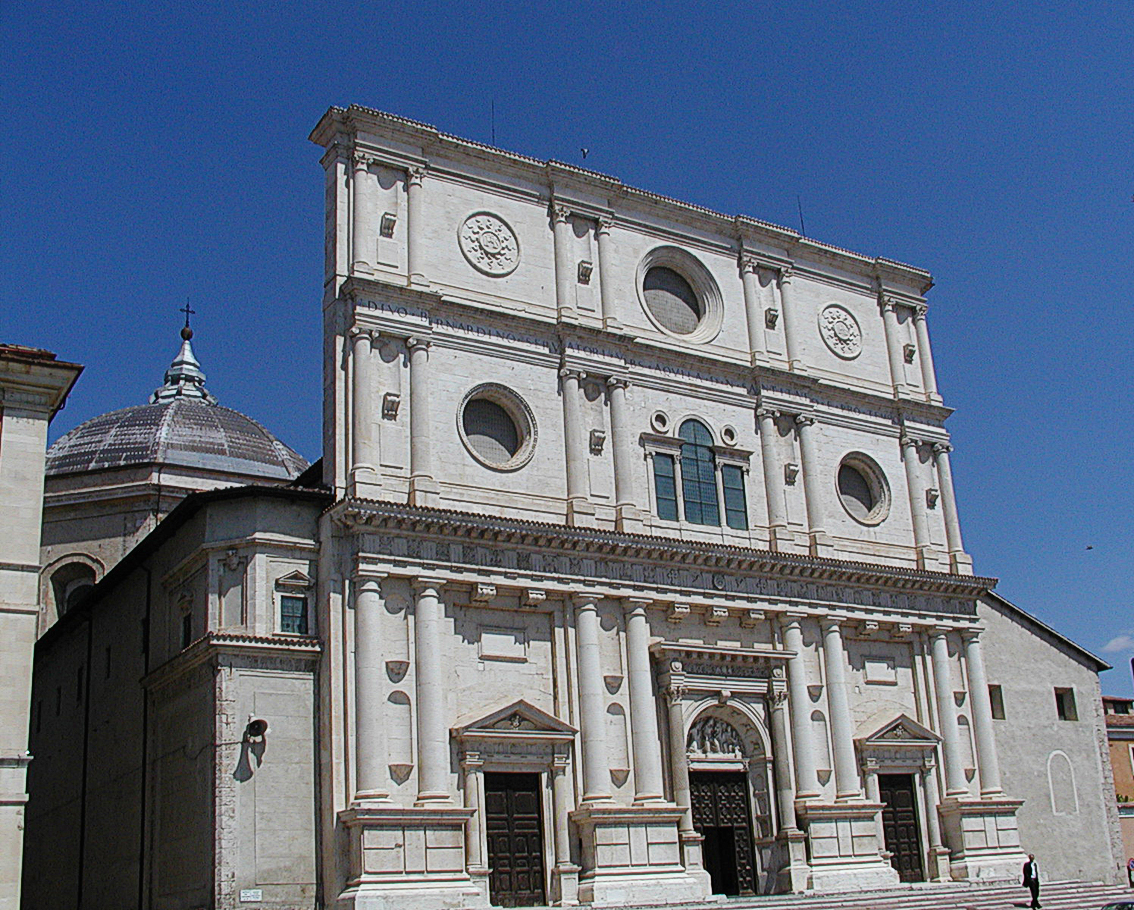
San Bernardino Basílica en L'Aquila
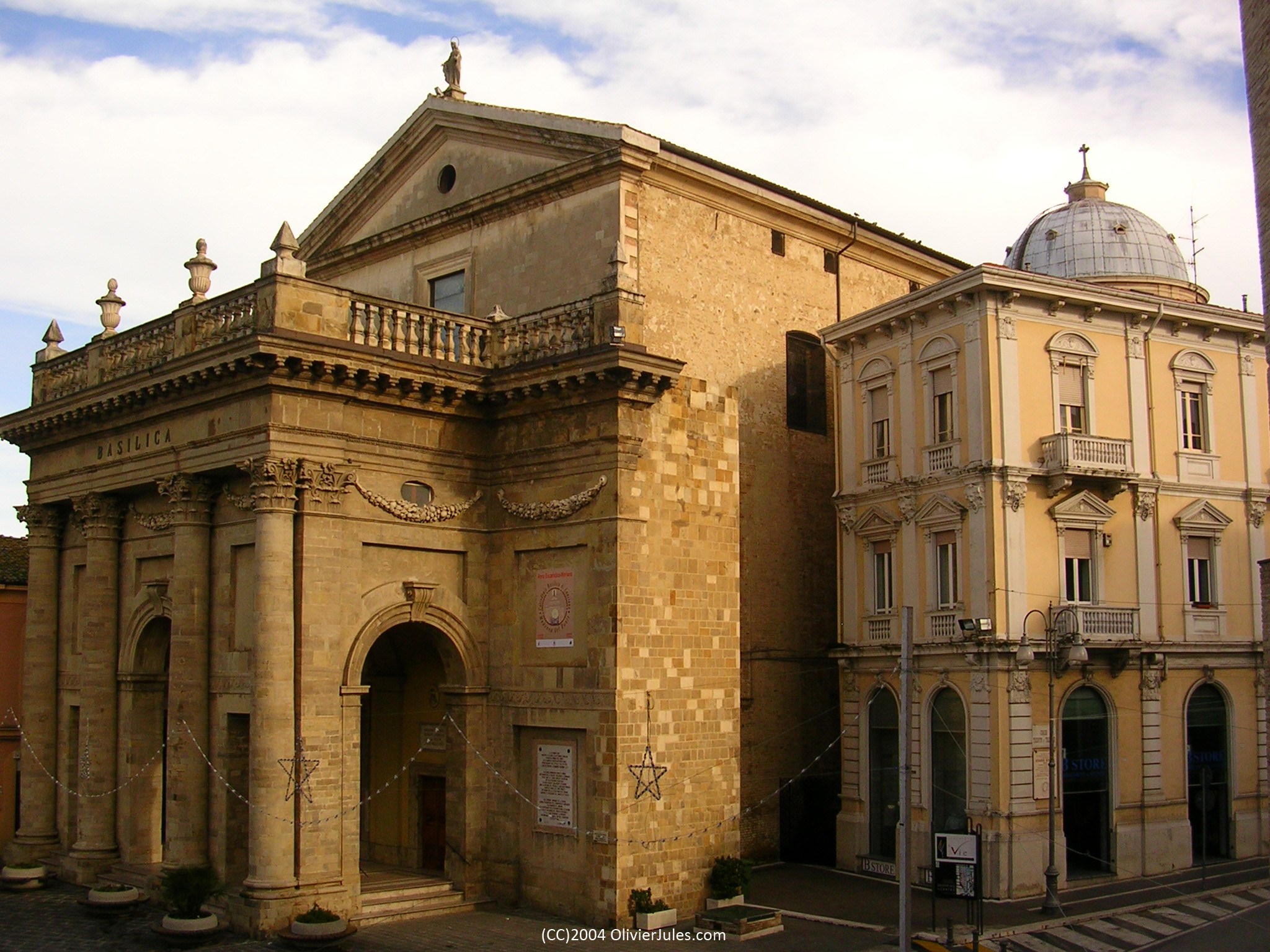
Basílica de Lanciano
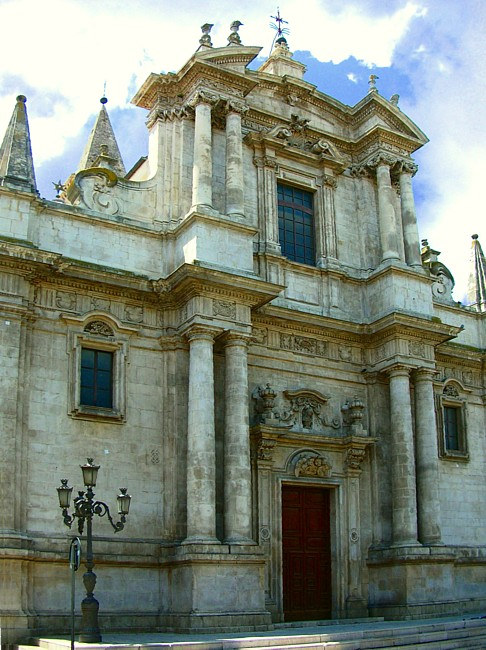
Iglesia de Annunziata in Sulmona
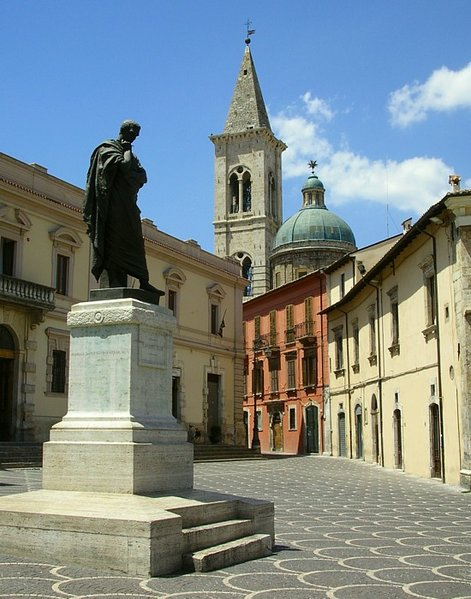
Sulmona
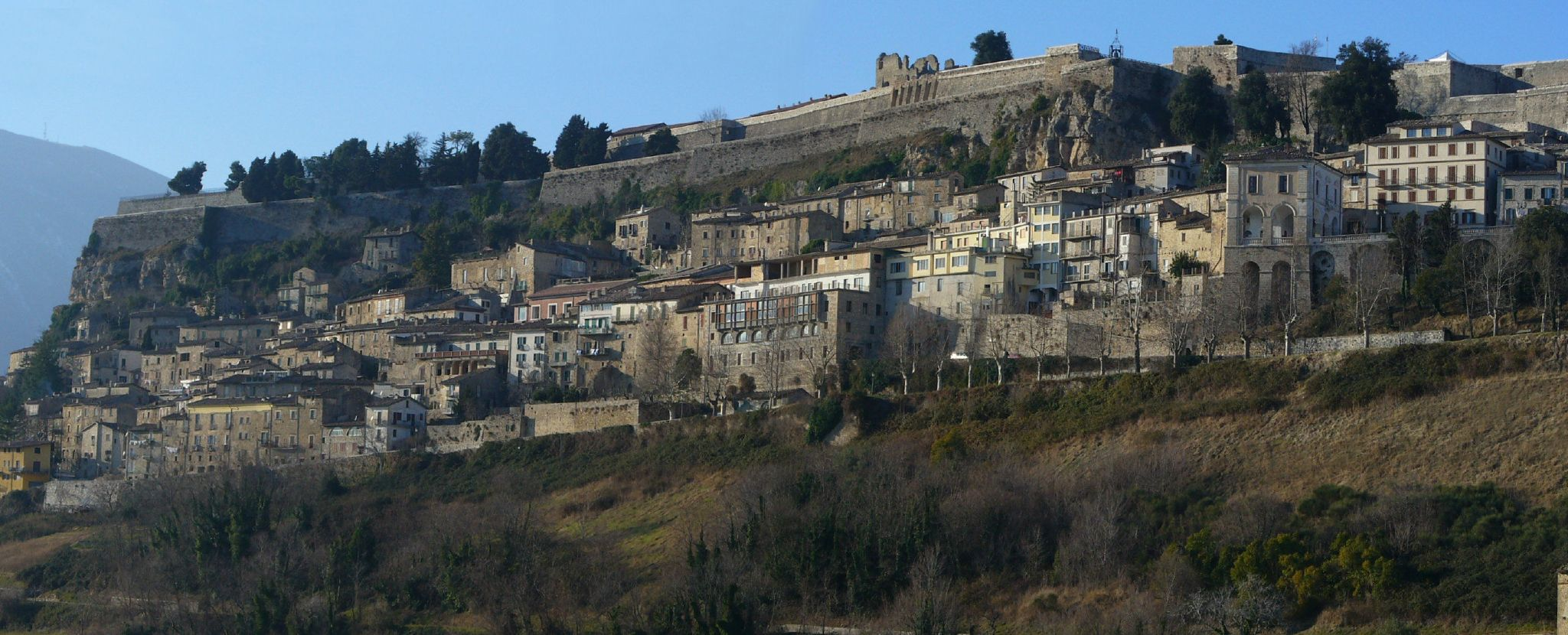
La fortaleza de Civitella es el monumento más visitado de los Abruzos
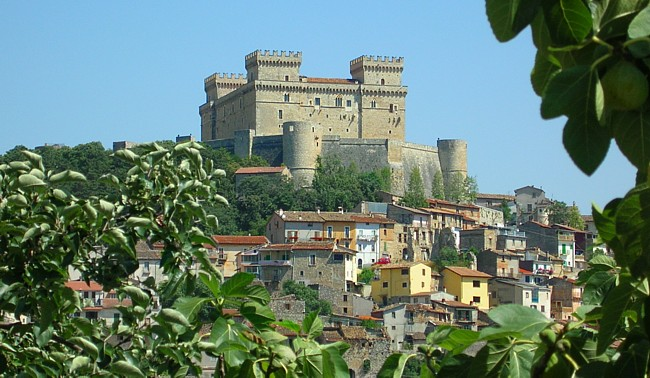
Celano
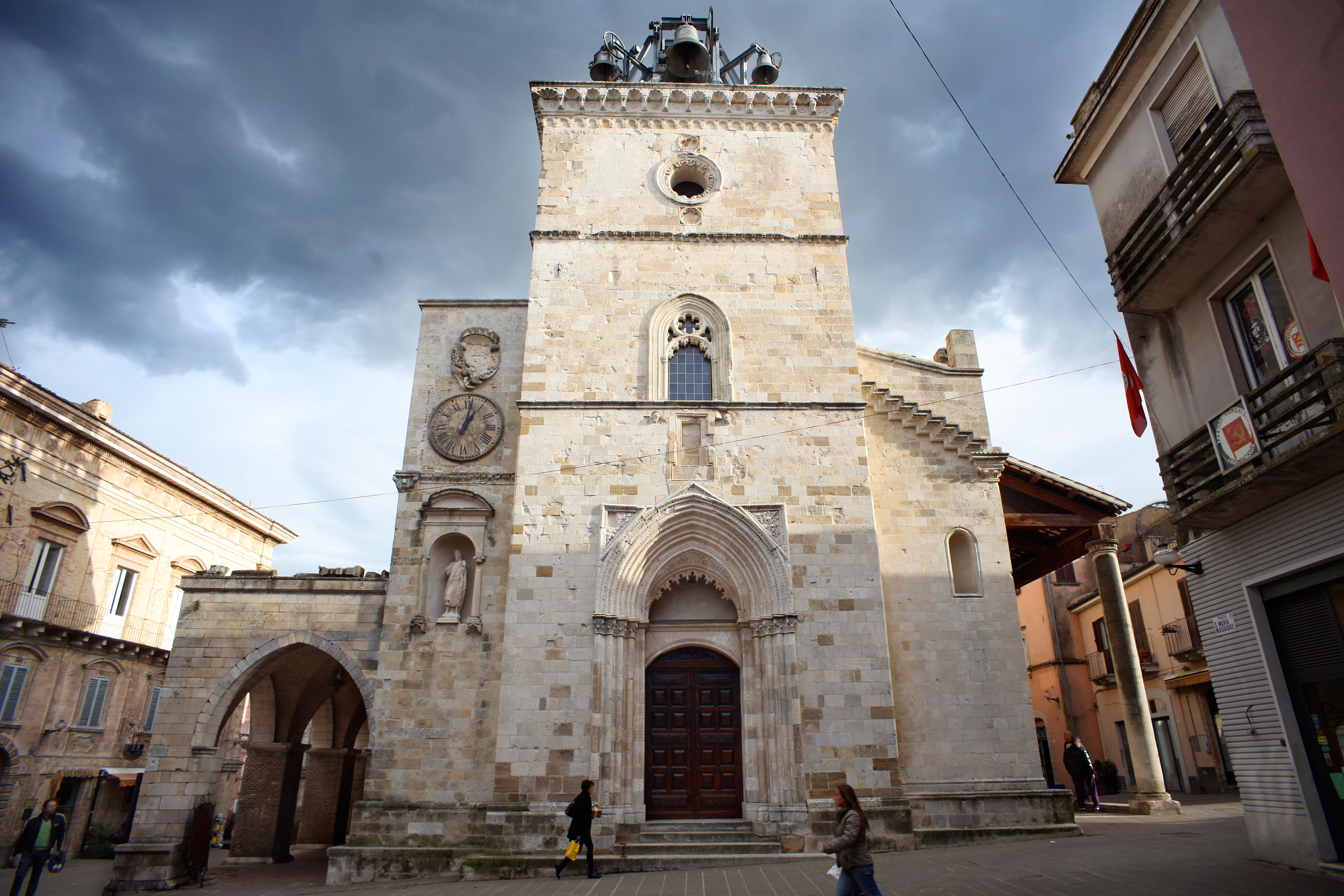
Guardiagrele
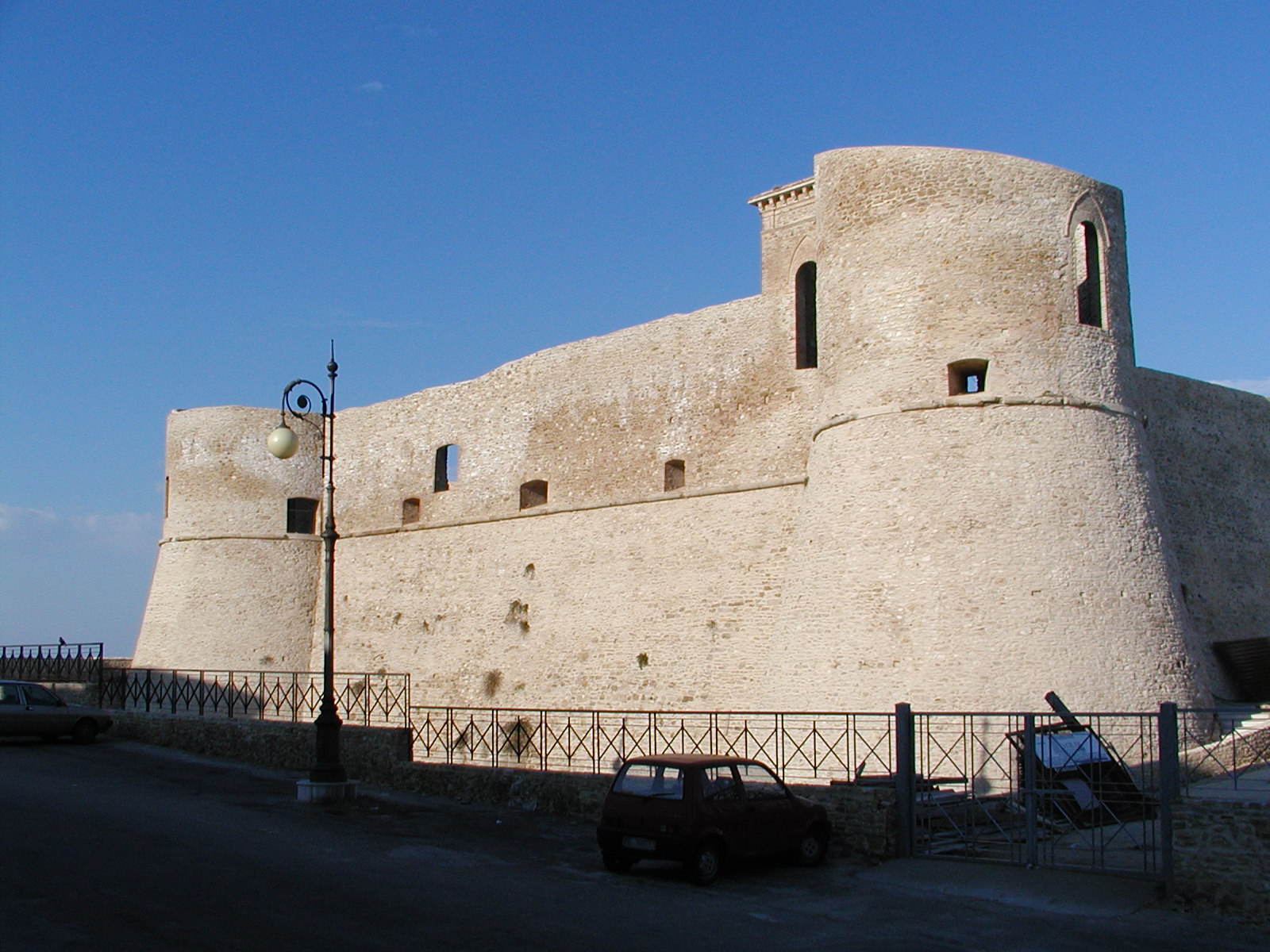
Ortona
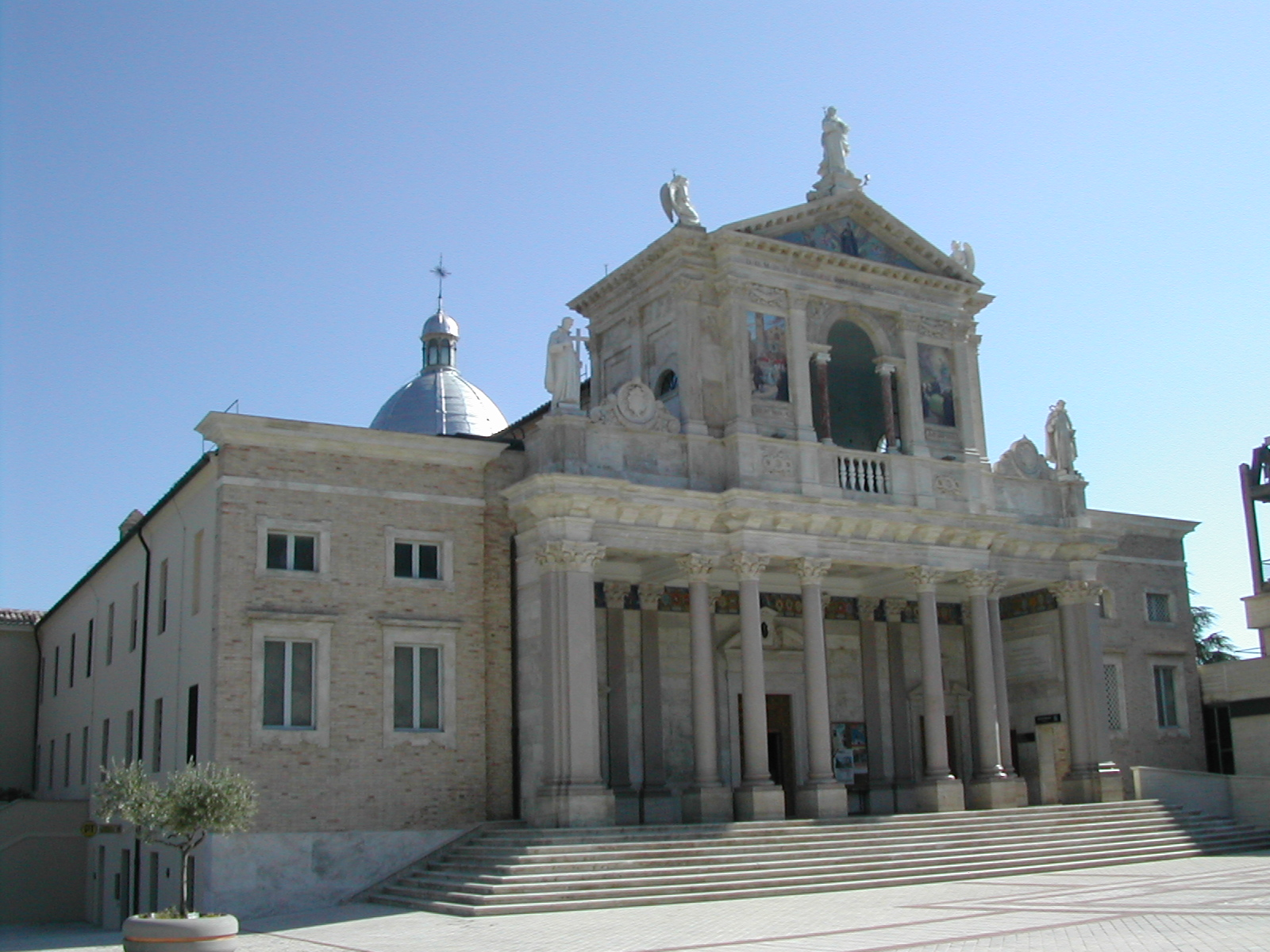
El Santuario de Gabriel de la Dolorosa
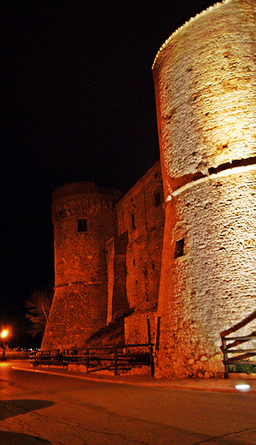
Monteodorisio